# Col de Bussang
Vous lisez un « bon article » labellisé en 2019.
Le col de Bussang  est l'un des cols les plus fréquentés du massif des Vosges, en France. Situé dans la région Grand Est à 727 m d'altitude, il relie la Lorraine et l'Alsace par la route nationale 66 (également route européenne 512). Les deux communes de ce col dans un socle sédimentaire friable et cassant sont Bussang du côté lorrain et Urbès du côté alsacien. Le passage des crêtes à hauteur de Bussang fait partie des principaux cols historiques qui traversent les Vosges depuis l’Antiquité aux côtés du col du Bonhomme, du col du Donon et du col de Saverne.
L’importance du trafic de véhicules au col de Bussang n'a cessé d’augmenter depuis les derniers siècles du Moyen Âge avec l’intensification des relations routières et commerciales entre les Flandres et l’Italie. Le passage du massif vosgien au sud s’intègre de ce fait dans un réseau routier axé sur une Europe dite lotharingienne, mais n’a nullement l’exclusivité de la jonction Flandres-Italie. Pour éviter l’ascension des cols des Vosges méridionales, d’autres routes commerciales passent en effet par la plaine alsacienne ou bien par les cols comtois. Les activités forestières et minières florissantes du XVe au XVIIe siècle dans la vallée de la haute Moselle au pied du ballon d'Alsace ont renforcé la circulation plus locale au niveau du col de Bussang autour duquel se concentrent les sites de matières premières et les manufactures de transformation. Les activités industrielles et agropastorales de haute Moselle ont en outre favorisé l’immigration de main-d’œuvre qualifiée en provenance de pays germanophones du côté roman du col comme les mineurs, les marcaires suisses, alsaciens ou allemands ou encore les charbonniers de Suède, du Tyrol et de Forêt-Noire dans la partie montagneuse située entre le col du Bussang et le col des Charbonniers.
Le Trésor des Chartes de Lorraine de Defourny ne s’exprime pas en termes de cols mais davantage de « passages » ou « pertuis » dans le bailliage de Vôge. Situé à la croisée de la sphère culturelle romane d’une part et du monde germanique d’autre part, le col de Bussang demeure une frontière ancestrale entre diverses entités : États souverains, temporels de principautés abbatiales ou canoniales, archidiocèses ou aires linguistiques. Toutefois, sa vocation de passage l’a toujours emporté sur la fonction de frontière naturelle.

## Toponymie

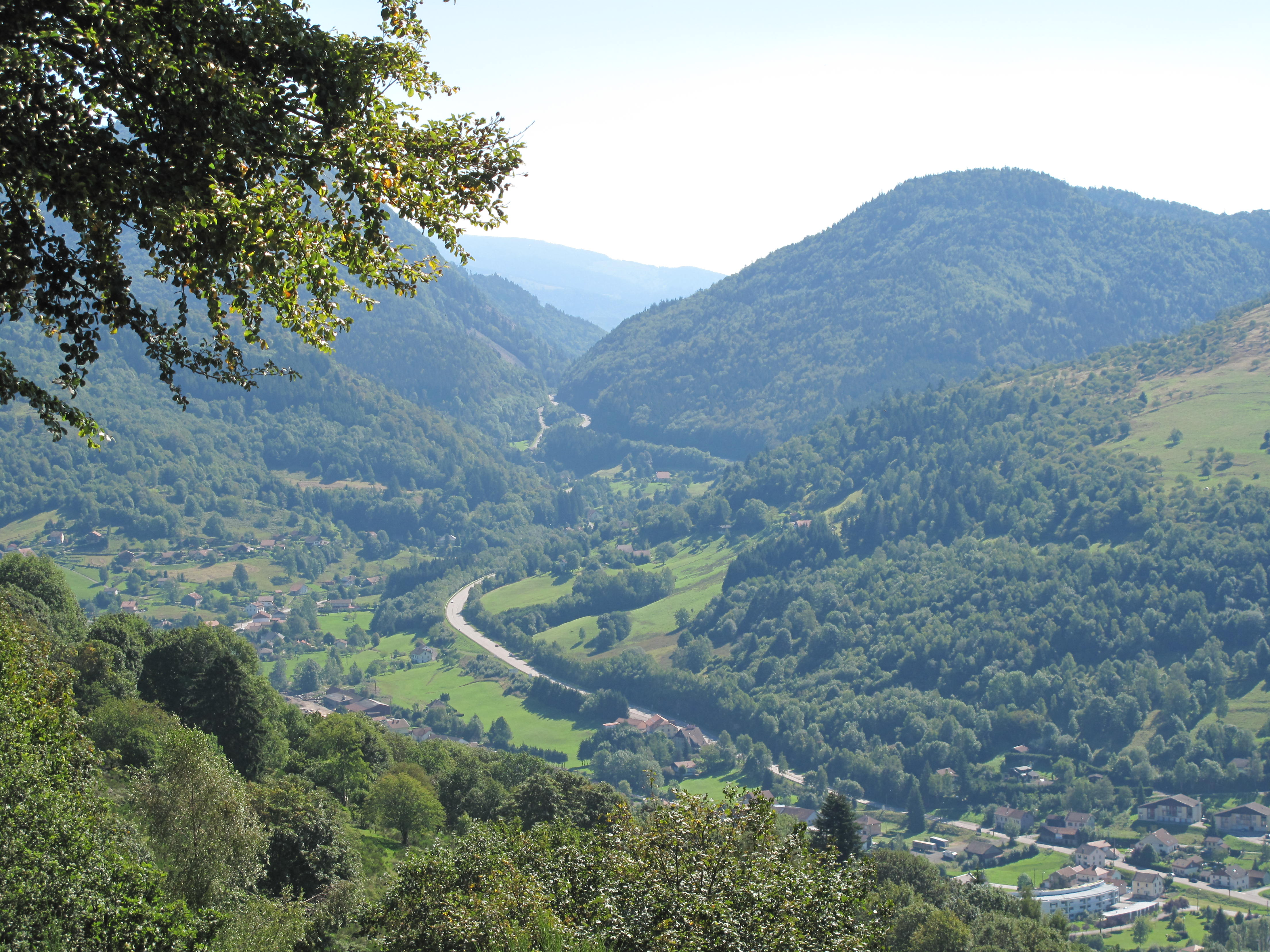
Col de Bussang, côté lorrain.

L’usage du terme « col de Bussang » est plutôt récent. De chaque côté de la limite des langues franco-allemandes, on avait l’habitude de dire ou de lire :
- pour la partie francophone (y compris en dialecte vosgien) :
  - passage de Taye,
  - pertuis d’Estaye[n 2] (Perthus, Perthuix, Potieu)[2],
  - col de l’Estaye[3],
  - pertuis de Taye ou de la Taye[4],
  - côte du Taye[5],[6] ;
- pour la partie germanophone (y compris en dialecte alsacien) :
  - Steige zur Linden (Steig zür Linde)[7],
  - D’Steig[8],[n 3],
  - Pass zur Linden[8],[n 3],
  - der Bussang-Sattel (ou der Sattel)[8].

Les toponymes des agglomérations en deçà du col de chaque côté, Bussang ou Urbès, apparaissent visiblement très peu ou pas du tout dans les premières appellations du col. La partie germanophone insiste, comme c’est le cas pour d’autres régions du massif vosgien côté alsacien, sur la caractéristique topographique : le terme « Steige » désigne une « côte » ou une « montée ». On retrouve la même dénomination pour le col de Saverne (en allemand Zaberner Steige),, le col de Steige à Offwiller entre Moselle et Bas-Rhin,. En réalité, pour les germanophones, la dénomination Steige renvoie très peu à des régions montagnardes ou de haute montagne : elle fait surtout référence, dans les langues allemandes du sud et sud-ouest, à une route qui monte de manière abrupte. Contrairement au col, elle n’a pas forcément pour vocation de permettre le franchissement d’une montagne pour passer dans la vallée voisine. Ainsi, on trouve beaucoup de Steigen dans les régions de collines ou encaissées du centre-sud de l’Allemagne quand on passe du fond de vallée aux parties surélevées du relief environnant.
Le terme Sattel (désignant la selle en allemand) renvoie en revanche clairement à la vocation du col de montagne comme structure « en selle de cheval » formée en montagne par l'intersection entre une ligne de crête et de deux talwegs situés de part et d'autre. L’échancrure resserrée entre la Tête des Allemands, 1 014 m, et la Tête des Russiers, 1 187 m, est très visible en venant de Lorraine. Les dénominations germanophones ajoutent fréquemment la mention zur Linden : « des ou aux tilleuls ». En français régional lorrain, les cols sont fréquemment désignés par les appellations « pertuis », « plain » ou « passage ». On parlait du pertuis d’Estaye ou du Passage de la Taye. On utilisait couramment en langue patoise vosgienne des pays de Saint-Dié ou Remiremont les termes régionaux pour « pertuis » potieu ou pètu pour désigner un trou, un col ou un passage étroit qui fait figure d’ensellement dans la montagne. Comme pour « Steige », le terme de « côte » revient souvent dans les écrits du XIXe siècle. Le premier préfet des Vosges, Henri-Zacharie Desgouttes, décrit le col de Bussang sans prononcer le mot « col » une seule fois : « La Moselle a sa source dans l’arrondissement de Remiremont, au pied de la côte du Taye, dont le point le plus haut, faisant la jonction de deux côtes, forme la limite des départements des Vosges et du Haut-Rhin. » En revanche, l’accent est mis sur deux côtes qui se rejoignent au col.

## Géographie

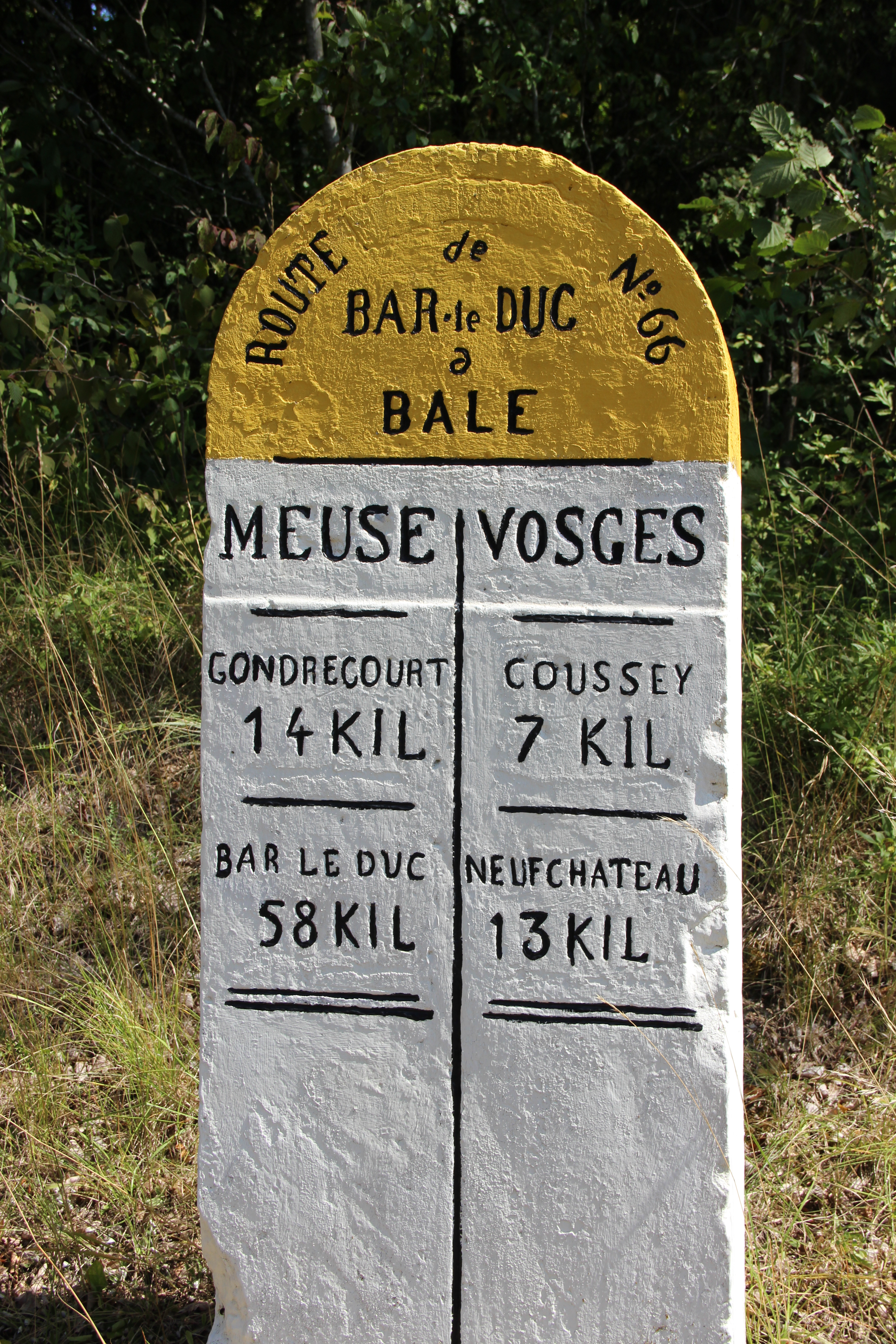
Ancienne borne de la RN 66 reliant la Meuse aux Vosges.

### Situation
Le col de Bussang se trouve dans le massif des Vosges ; il est situé sur son versant occidental dans la commune de Bussang dans le département des Vosges et sur son versant oriental dans le territoire de la commune d'Urbès dans le Haut-Rhin, entièrement dans la région Grand Est. Il conduit dans la haute vallée de la Thur en direction de Thann.
Il est dominé par le Grand Drumont (1 200 m) au nord et par la tête des Neufs-Bois (1 228 m) au sud. Il permet de relier la vallée de la Moselle (Trêves, Luxembourg, Metz, Épinal) à la vallée du Rhin et de son affluent principal, l'Ill (Mulhouse, Bâle).
Sur un plan plus local, une fois passée la commune de Saint-Maurice-sur-Moselle juste avant Bussang au sein de la communauté de communes des Ballons des Hautes-Vosges, il n'existe pas d'autre voie routière possible que de poursuivre vers le col de Bussang sur la RN 66. C'est à Saint-Maurice que l'on peut encore bifurquer par la RD465 vers le col du Ballon d'Alsace en direction de Belfort ou de Masevaux par la RD 466. De fait, les routes buttent dans ce secteur du massif vosgien contre les crêtes en fond de vallée boisée. À part la route nationale, une seule route forestière autorisée à la circulation permet d'accéder à la ferme-auberge au pied du Drumont.

### Trafic routier
En 2016, le trafic moyen journalier annuel de la section Bussang – Fellering, qui comporte le col en son centre, s’élève à 5 500 véhicules sur le versant lorrain et 3 600 véhicules sur le versant alsacien à Urbès. La part de poids lourds est estimée à 21 % côté lorrain et 17 % côté alsacien. Ce nombre de véhicules par jour dans cette section de la RN 66 n’a pas varié de manière significative depuis 2010. En revanche, le nombre de véhicules a augmenté depuis 2008 de 36 % sur le versant alsacien du col. Le trafic routier tous véhicules entre 2006 et 2008 relevé à la station permanente du col de Bussang indique : 4 118 en 2006, 4 099 en 2007 et 4 024 en 2008. La baisse de fréquentation du col de Bussang par les poids lourds a démarré au début des années 2000 puisque leur nombre journalier a diminué de 37,4 % de 2004 à 2008 (de 1 336 à 962 poids lourds). Depuis les aménagements des nouvelles voies rapides comme RN 57 ou de l’autoroute A4 au col de Saverne, les axes de circulation des poids lourds pour relier la Lorraine et l’Alsace ont sensiblement bougé ; ils passent soit par le nord soit par le sud et évitent de franchir les crêtes.
Le trafic moyen journalier sur la RN 66 diminue donc au fur et à mesure que l’on s’approche ou franchit le col (8 500 à Saint-Maurice-sur-Moselle, 5 500 avant Bussang), puis il remonte très rapidement sur la section alsacienne entre Fellering et Thann (20 250 véhicules). La possibilité de bifurquer sur la RD 465 à Saint-Maurice-sur-Moselle vers Belfort fait baisser le trafic moyen journalier de 35 % pour la section vers le col de Bussang. Sur l’ensemble des cols franchissant les Vosges, le col de Bussang reste bien fréquenté au vu de la tendance générale de diminution des traversées avec une variation de -1,8 %, ce qui correspond à la moyenne de tout le massif vosgien. Au péage de Saverne, la baisse est de 1,6 % avant 2010. Les deux cols qui subissent les plus fortes diminutions sont les cols du Bonhomme (-7,9 %) et de Sainte-Marie (-7,6 %) alors qu’à l’inverse, on relève une hausse de 2 % sur la RN 59 à la station de Lièpvre à la suite de la réouverture du tunnel Maurice-Lemaire.

### Hydrographie

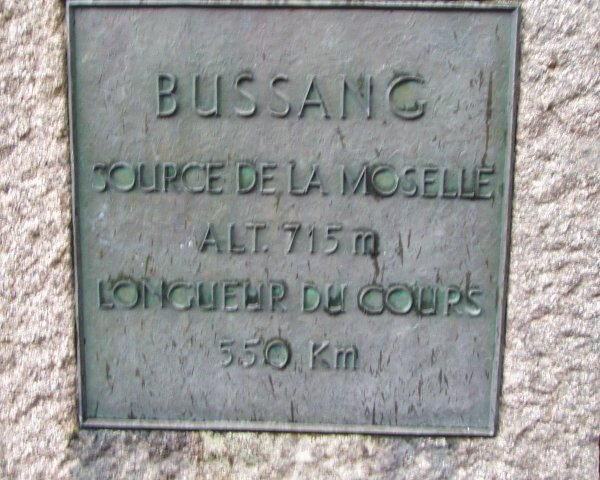
Plaque indiquant la source de la Moselle.

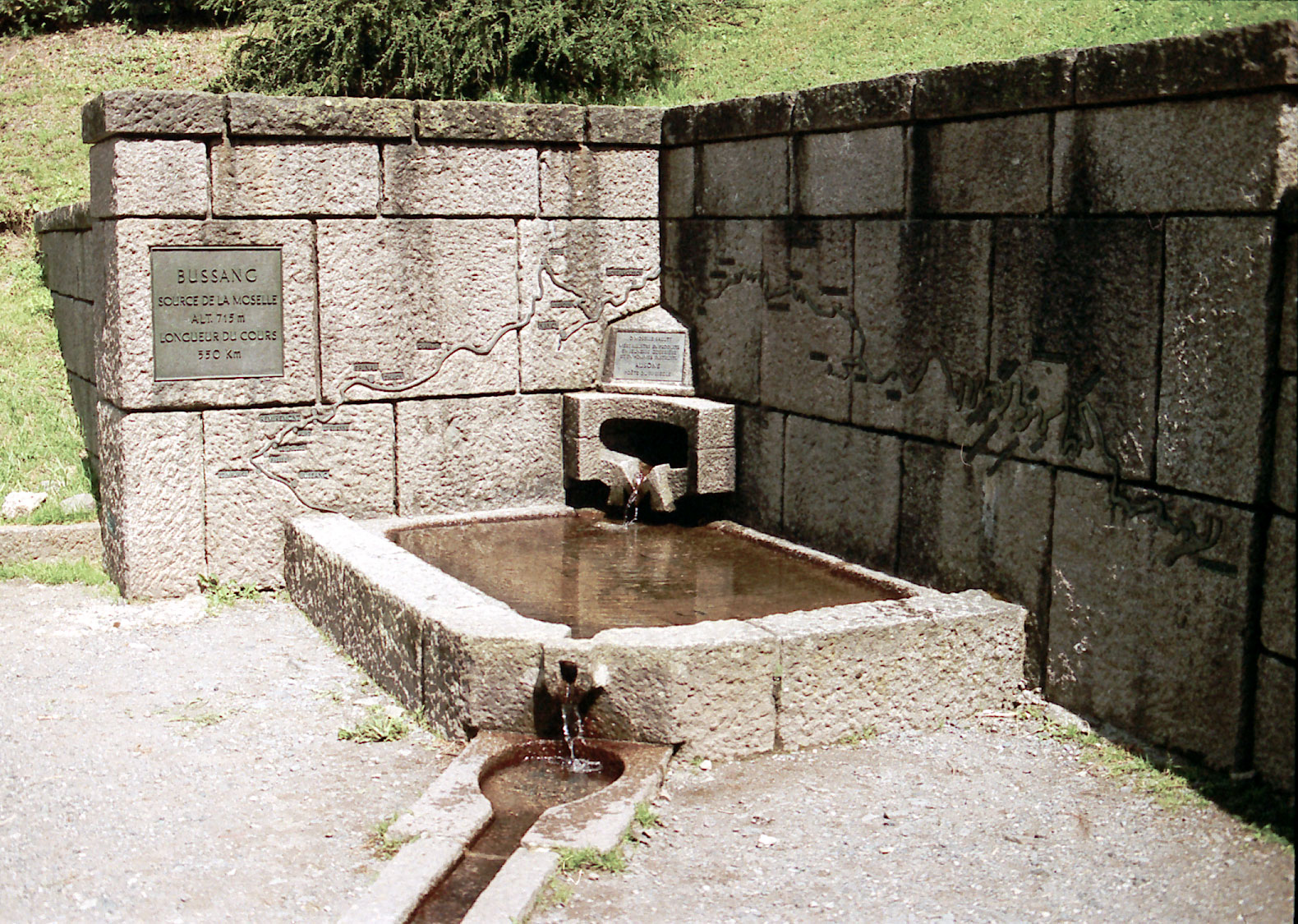
La source de la Moselle près du col de Bussang.

Juste avant la montée du col, la Moselle forme une fourche que l'on peut voir sur le croquis des chaumes-répandises plus bas :
- vers le nord-est, le vallon du ruisseau de la Hutte séparé du col par le Haut du Charat, 996 m ;
- vers le sud-est, le vallon du ruisseau du Sèchenat séparé du col par la tête des Allemands, 1 014 m, et alimenté par la goutte Devant ;
- vers l'est au centre, la rivière de la Moselle dont la source est immédiatement alimentée par d'autres sources nommées respectivement Fontaine des Bôculons[n 8] et Fontaine Saint-Louis au pied du Drumont, 1 200 m.

Au-dessus du col se trouve l'étang Jean au pied de la côte des Russiers.
Après Bussang en direction du col et de l’annexe de Taye, les noms de route et rue sont assez évocateurs et rappellent qu’il y a eu tout autour du col une grande activité thermale : « avenue des sources » ou « route des sources ». Il était de coutume pour les « baignants » de Plombières-les-Bains d’aller au Ballon d’Alsace et aux eaux thermales de Bussang. Il ne faut pas confondre les sources d’eau minérale ferrugineuse avec la source de la Moselle. Le premier préfet des Vosges, Henri-Zacharie Desgouttes, explique dans son « Tableau statistique des Vosges » que « la Moselle a sa source dans l’arrondissement de Remiremont, au pied de la côte du Taye ». Le premier captage des sources a lieu en 1705. Un hôtel a été construit, ainsi qu'une chapelle, un promenoir et un établissement de bains. Tous les bâtiments établis aux sources à proximité du col ont été incendiés en 1790 et il a été décidé de ne pas les reconstruire. À partir de cette date, on s'est contenté de vendre les bouteilles d’eau.

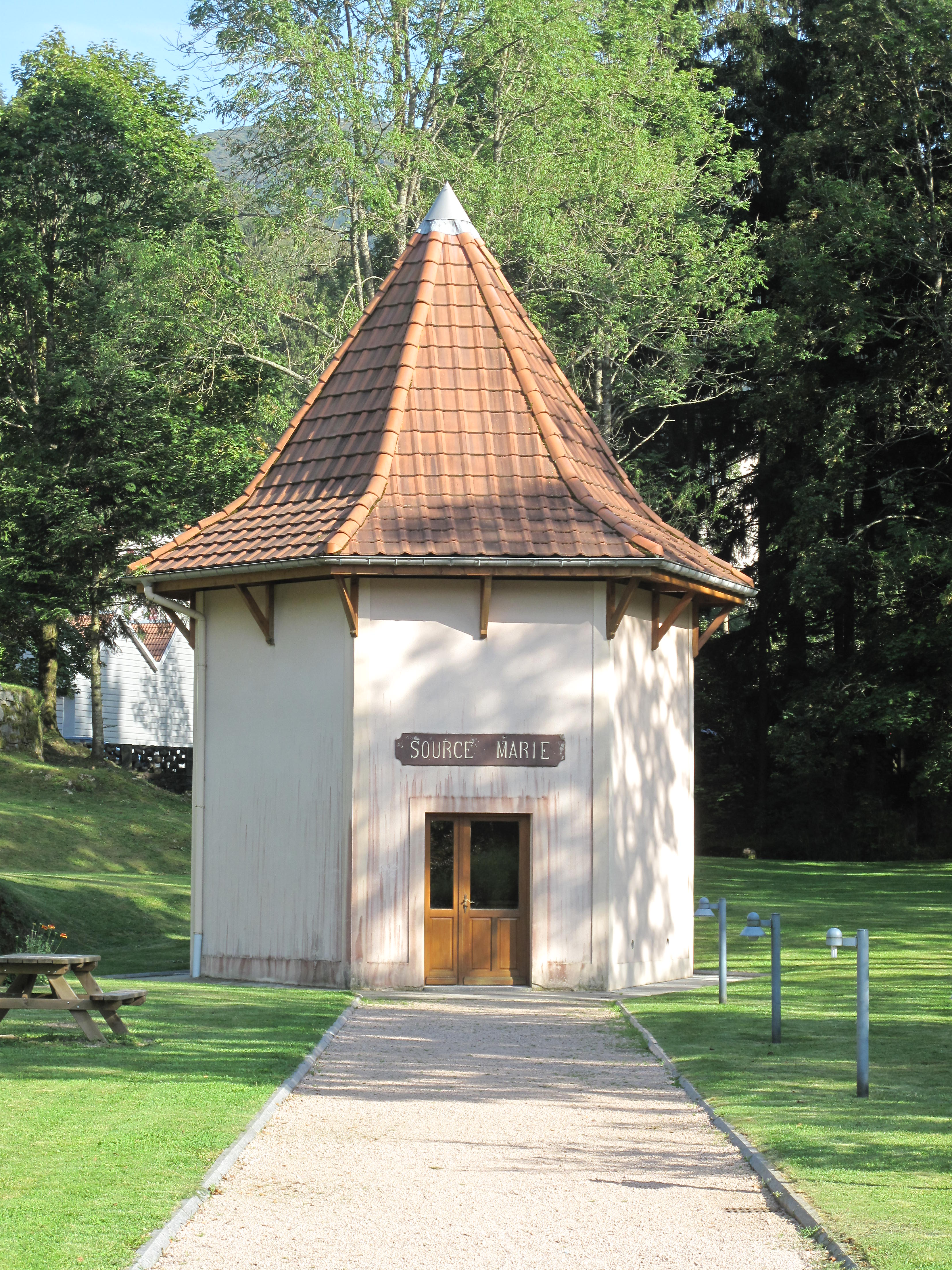
La source Marie dans le lieu-dit de Taye dans la montée du col.

Les eaux minérales de Bussang qui jaillissent aux alentours du col sont évoquées par un témoignage du XIXe siècle de la manière suivante : « Nous sommes arrivés à Saint-Maurice à temps pour voir la source des eaux de Bussang, qui sortent du gazon dans une prairie ravissante, peuplée de belles vaches noires. C’est un lieu charmant, et l’eau de fontaine de Bussang est meilleure que le vin de Champagne. De là, nous avons été voir la source de la Moselle, qui est à deux pas de l’autre source ; l’eau de Moselle n’a pas de vertus médicinales, mais elle devient une grande rivière. » Selon le préfet Desgouttes, « les eaux de Bussang sont acidulées et contiennent beaucoup de gaz acide carbonique. Elles sont renommées par leur efficacité dans un grand nombre de maladies chroniques, notamment celles de l’estomac, du foie et de l’utérus. »

### Milieu naturel

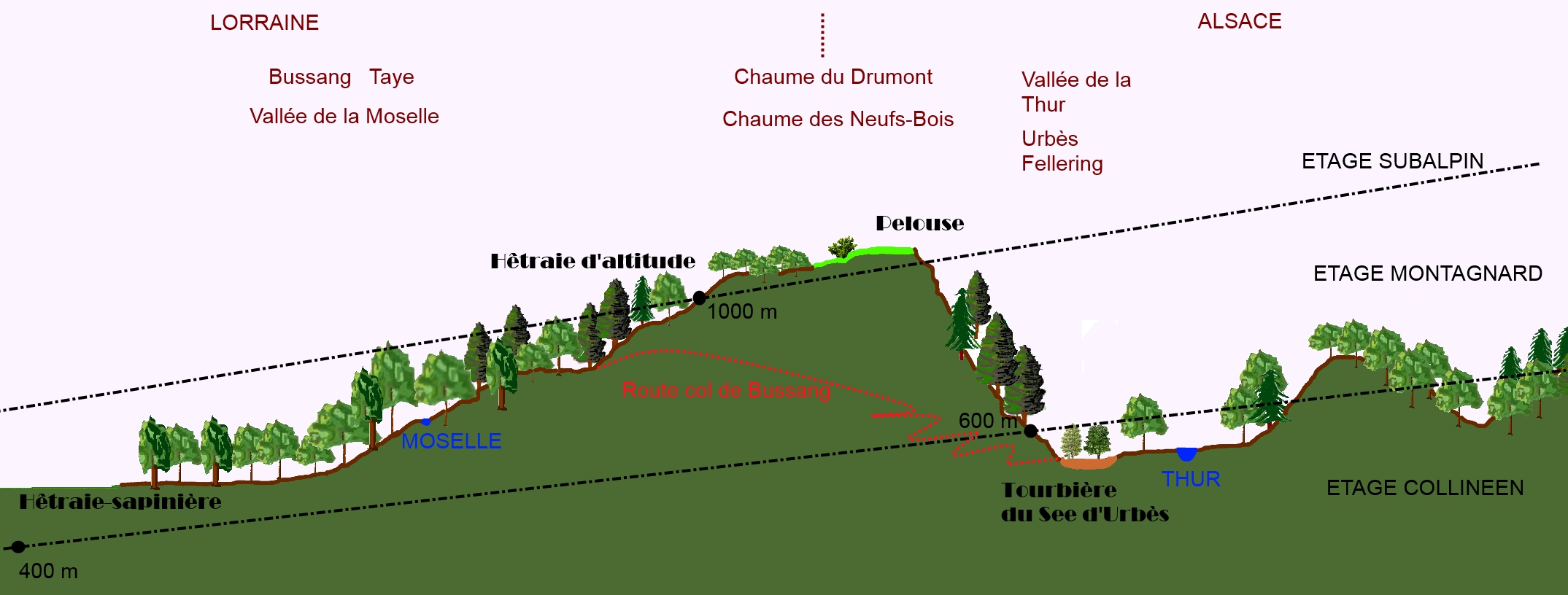
Étages de végétation des Vosges méridionales au col de Bussang.

Le massif de Saint-Maurice et Bussang où se trouve le col est un site Natura 2000 de type B sur la façade lorraine dont le niveau de conservation est noté comme bon pour l’habitat forestier dominant et excellent pour l’évaluation globale des forêts de pentes et éboulis.

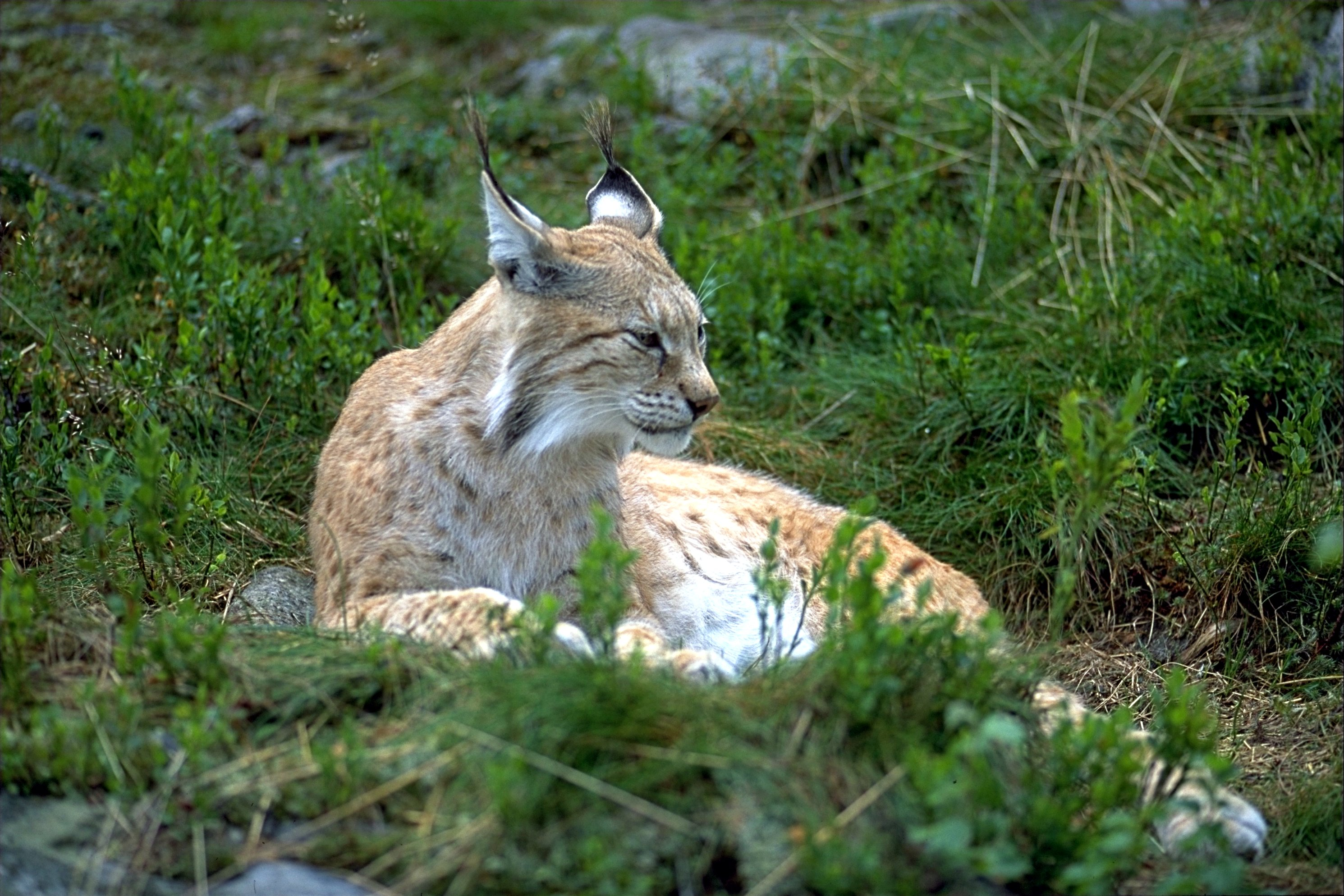
Présence du lynx dans les Vosges méridionales.

Les informations écologiques de la fiche du site font apparaître que le secteur se situe à 84 % en forêt mixte dans les hêtraies à luzule, ou encore hêtraies du Luzulo-Fagetum, no 9110 de la Directive « l’habitat-faune-flore » de l’Inventaire national du patrimoine naturel. Cette hêtraie à luzule est fortement associée au sapin blanc et à l'épicéa commun typiques des régions de moyenne montagne de l’Est de la France qu’on retrouve surtout dans les massifs hercyniens d’Europe centrale et dans les Alpes du Nord siliceuses. Elle est complétée par la hêtraie sapinière à fétuque des bois et la hêtraie subalpine dans les parties alsaciennes en contrebas des chaumes.
Le classement supplémentaire Natura 2000 du Rouge-Gazon et des Neufs-Bois eut lieu en 2010, il concerne la crête principale du massif au sud du col de Bussang. Le couvert végétal est du même type montagnard jusqu’aux pelouses alpines des chaumes. Le seul bâtiment existant en 1910 était une ferme d'estive faisant également fonction de ferme-auberge. Aujourd’hui, elle est agrandie et modernisée pour assurer l’accueil de skieurs généralement locaux.
Côté alsacien, le col de Bussang ouvre sur le site Natura 2000 désigné « Vosges du Sud » également situé dans l’habitat global des hêtraies du Luzulo-Fagetum, majoritairement hêtraies-sapinières ou hêtraies d’altitude. On y a constaté la présence occasionnelle du lynx. Le col mène directement dans le vallon d’origine glaciaire où se situe Urbès, trace des dernières glaciations dans les Vosges, et notamment celle de Würm. L’ancien lac glaciaire s’est partiellement transformé en tourbières flottantes, bas marais (mosaïque avec cariçaies) avec saulaies et aulnaies marécageuses protégées. Le site est classé Natura 2000 par la directive habitats et par la directive oiseaux.
Les espèces animales ou végétales d’intérêt communautaire du secteur autour du col de Bussang, du Drumont au Rouge-Gazon, sont identiques aux autres sites des Vosges du Sud : bruchie des Vosges, buxbaumie verte, chabot commun, damier de la succise, écrevisse à pattes blanches, gélinotte des bois, grand murin, grand Tétras, lamproie de Planer, lynx, murin à oreilles échancrées, pie-grièche écorcheur, vespertilion de Bechstein.
Par ailleurs, tout le massif de Saint-Maurice-Bussang et les Vosges du Sud, du côté alsacien, font partie du parc naturel régional des Ballons des Vosges.

### Géologie
Le col de Bussang appartient géologiquement à la série d'Oderen composée de schistes, grauwackes et arkoses remontant au Viséen inférieur, l'avant-dernier étage du Mississippien dans le Carbonifère. D'un point de vue local, on parle du complexe volcano-sédimentaire de la forêt de Saint-Maurice-sur-Moselle. Tout le pourtour du col est de type socle sédimentaire, c'est-à-dire des terrains plus ou moins anciens et érodés constitués de roches sédimentaires. D'un point de vue lithologique, il s'agit de couches de roches métamorphiques, sédimentaires et volcaniques : schiste, grauwacke, arkose, brèche, kératophyre.
La série d'Oderen est délimitée par le Drumont au nord, la tête des Allemands au sud, l'Eichwald de Fellering à l'est et la Broche à Bussang à l'ouest. Elle forme par conséquent une bande étroite entre deux secteurs géologiques plus vastes une grande aire de complexe volcanique avec tufs, laves et brèches kératophyriques au sud du col, et le massif cristallin à granite porphyroïde calco-alcalin à biotite et amphibole des crêtes caractéristique du Namurien au nord du col.
Des îlots de la série d'Oderen-Malvaux affleurent dans le complexe volcanique ; ils se caractérisent par des diabases, opilites et gabbros pour les sommets de Neufs Bois ou le Rouge Gazon. De même, des traces de microsyénite quartzifère à microgranite associées au granite des crêtes peuvent être observées dans le socle sédimentaire majoritaire tout autour du col de Bussang.
Le sondage et carottage effectué en 1968 au col de Bussang indique les couches suivantes en fonction de la profondeur indique les couches suivantes :
- jusque 1,75 m de profondeur, un éboulis de pente avec sable rouge et fragments de roches métamorphiques ;
- jusque 2,60 m, des roches métamorphiques très effritées et très cassantes ;
- jusque 4,10 m, des roches métamorphiques schisteuses très fragmentées et cassantes ;
- jusque 10,95 m, des roches métamorphiques schisteuses très effritées avec parties décompressées ;
- jusque 12 m, une roche métamorphique plus compacte.

### Climat

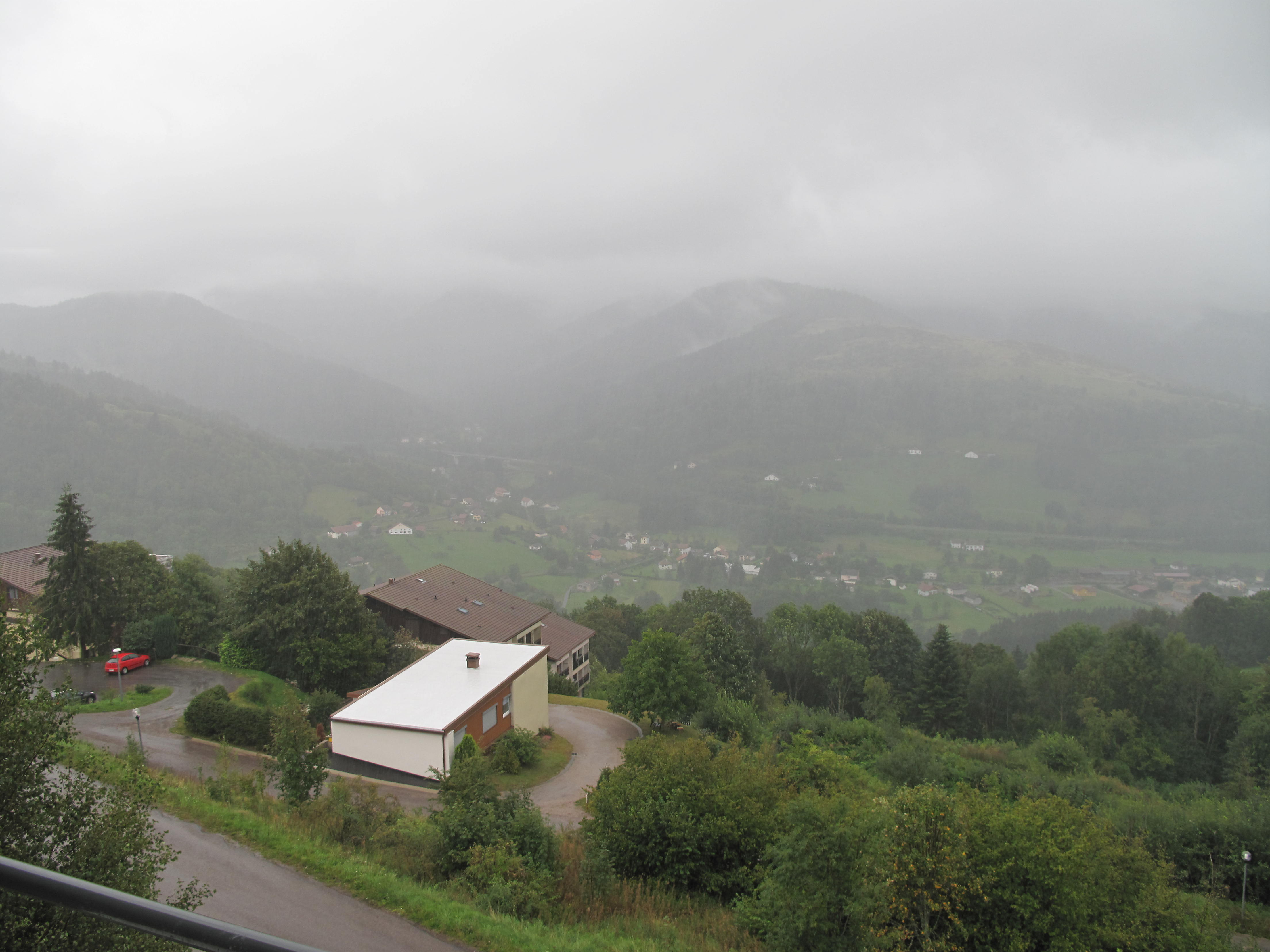
Vue sur le col de Bussang noyé dans les nuages.

La partie montagnarde du département des Vosges connaît des hivers froids et des étés lourds avec des orages. Le climat y est semi-continental avec une double influence marquée par l’orientation nord-sud du massif qui le soumet majoritairement aux vents du sud-ouest et à l’effet de l’altitude. Plus on se rapproche du ballon d'Alsace, plus la pluviométrie est élevée. Le col de Bussang se situant dans cet angle à l’extrême sud-est du département des Vosges, les précipitations annuelles oscillent entre 1 700 et 2 000 mm. La pluviométrie est plus élevée sur les deux sommets de chaque côté du col. La température moyenne de Bussang centre (599 m d'altitude) s’élève à 8,1 °C. Elle baisse d’environ 0,73 °C au col puis continue de baisser par palier de cent mètres d’altitude comme dans les autres massifs montagneux. Le gradient altitudinal moyen annuel pour les Vosges s’élève pour l’adret à 0,52 °C/hm et pour la maximale à 0,68 °C/hm. Le mois de juillet est le plus chaud et la température moyenne est de 16,9 °C en bas du col. Le mois de janvier est le plus froid avec −0,6 °C en bas du col. Mais le propre du climat montagnard vosgien étant son irrégularité tant pour les jours de gel que pour les cumuls de pluie, il peut arriver que les précipitations dépassent les 2 000 mm même en fond de vallée suivant les années.
La durée moyenne d’enneigement au col de Bussang, comme en général dans les parties montagneuses des Vosges, s’élève à 65 jours par an. Elle passe à 85 jours vers les premiers sommets inférieurs à 1 000 m et double pour atteindre 130 jours au-dessus de 1 100 m d’altitude. Les dernières décennies ont toutefois connu un taux d’enneigement inférieur à la moyenne générale. La couche de neige ne reste plus aussi longtemps au sol que dans la première partie du XXe siècle. De nombreux redoux font fondre la neige. Les stations de ski très proches comme celle du Rouge Gazon ou de Bussang-Larcenaire ne peuvent se maintenir sans les canons à neige. La station de Larcenaire utilise 52 canons susceptibles d’enneiger 80 % du domaine skiable.
La vitesse moyenne des vents tourne autour de 60 km/h. Les rafales ne touchent que les chaumes et sommets ; elles renforcent l’effet de gel en hiver et dessèchent en été. Les brouillards et brumes de hauteur touchent la crête au printemps et en été, mais se cantonnent davantage dans le fond de vallée en hiver et automne. L’ensoleillement s’en trouve plus faible avec une moyenne de 1 500 h par an.
La perception du climat au niveau du col dépend du degré d’avancement des techniques de voirie ou de transport d'une part, mais aussi des changements climatiques qu'a connus le massif vosgien au fil des siècles. Grâce au progrès technologique, aux meilleures conditions de circulation et aux services d'enneigement, le col de Bussang de faible altitude ne représente plus un obstacle majeur pour les voyageurs. En revanche, le témoignage d'Arthur Rimbaud dans sa lettre rédigée à Gênes le 17 novembre 1878 nous projette seulement un siècle et demi en arrière au moment où l'auteur souhaite passer le col de Bussang en hiver. Il veut se rendre en Italie par la voie la plus courte au XIXe siècle depuis Chuffilly-Roche dans les Ardennes. Il prend le train jusqu’à Remiremont, puis une diligence pour rejoindre la gare de Wesserling en Alsace à destination de Mulhouse. En raison de la couche de neige trop épaisse au col, il est contraint de passer la nuit à l’auberge-relais et de franchir le col à pied ; il le raconte en ces termes :

« Sur la ligne droite des Ardennes en Suisse, voulant rejoindre de Remiremont, la correspondance allemande à Wesserling, il m'a fallu passer les Vosges ; d'abord en diligence, puis à pied, aucune diligence ne pouvant circuler dans plus de cinquante centimètres de neige en moyenne et par une tourmente signalée. »

— Arthur Rimbaud.

## Histoire

### Période gallo-romaine
Le nom latin de l’étape au pied du col de Bussang était Wixenterius ; elle devient par la suite Visentine pendant quelques siècles pour désigner Saint-Maurice-sur-Moselle et son annexe Bussang. Elle se trouve sur la voie romaine secondaire qui va de Trèves, Metz à Augusta Raurica, actuellement en Suisse près de Bâle. Les voies romaines ont souvent repris et amélioré les routes gauloises déjà existantes,, c’est le cas de la jonction entre les Leuques et les Séquanes ou Lingons par la haute Moselle,.

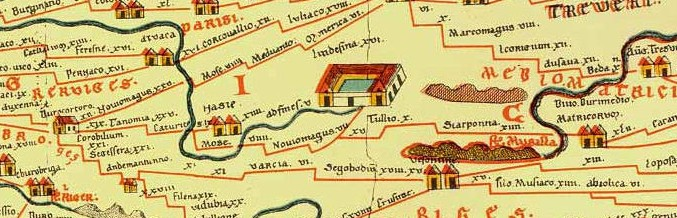
Les deux viae publicae contournant les Vosges dans la table de Peutinger.

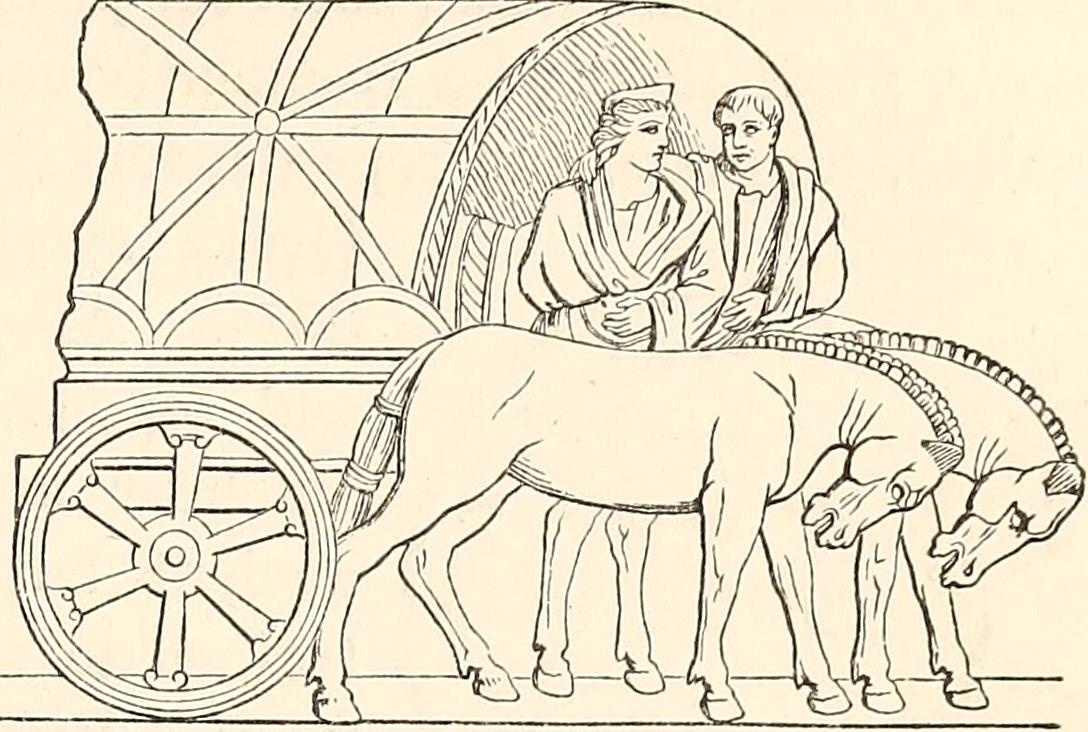
La voiture gallo-romaine type essetum.

Il s’agit d’une via vicinalis, voie secondaire, qui se détache à Illzach, en latin Uruncis, de la via publica, voie romaine principale Argentoratum - Vesontio (Strasbourg - Besançon) pour entrer dans la vallée de la Thur et franchir les Vosges au col de Bussang. La voie de la Moselle poursuit vers Létraye, Vecoux, Remiremont et sort des Vosges pour rejoindre une autre via publica : Lugdunum-Augusta Treverorum (Lyon - Trèves) par la capitale des Lingons, Andemantunnum (Langres). La table de Peutinger indique les deux axes majeurs, mais pas la voie secondaire. Elle est en revanche décrite dans l’itinéraire d'Antonin. Les voies secondaires étaient souvent construites par les légions avec l’aide des habitants des régions traversées. À intervalles réguliers, il y avait des haltes-relais tous les 15 km, dites mutationes, pour changer de monture et consommer un en-cas, et tous les 40 km, des mansiones ; celles-ci étaient dirigées par un manceps ou praepositus mansionis pour une période de cinq ans. Dans les lieux très fréquentés comme sur la voie romaine Reims-Metz-Strasbourg, des Vicus ou agglomérations rurales sont nées autour de ces mansiones. À l’origine, elles furent érigées pour le cursus publicus, l’équivalent du service postal officiel. Mais, très vite, elles furent agrandies de plusieurs bâtiments car elles servirent de halte ou de gîte aux voyageurs et aux marchands itinérants. On voyageait d’une mansio à l’autre. Elles avaient souvent une forme en U et comportaient des écuries, des emplacements pour les voitures, des dortoirs et des réfectoires. Parfois, on y trouvait aussi des thermes. Ce n’est pas le cas de Bussang.
En contrebas ou en haut des côtes plus prononcées, le gîte d’étape disposait de bêtes de trait supplémentaires pour aider les attelages à monter ou à descendre. Pour décrire la difficulté de descente d'une côte vosgienne, le col de Saverne au lieu-dit Usspann est une bonne illustration. Le transport de personnes se faisait avec l'essedum déjà pratiqué par les Gaulois, mais aussi par la rheda, qui a l’avantage d’être moins large et adapté aux chemins étroits comme ceux des voies naturelles en fond de vallée dans les massifs montagneux ou encore les petorrita. Cependant, comparée à la route royale 66, l’ancienne voie romaine vicinale qui arrivait de Fresse-sur-Moselle empruntait le flanc du coteau du Lait pour éviter un fond de vallée à l’époque très marécageux. La même voie était encore utilisée au XVIIe siècle quoique les ducs de Lorraine aient demandé une réfection en 1615, puis en 1630. Le transport des marchandises se faisait essentiellement avec les diverses variantes du plaustrum.

### Routes commerciales médiévales
Les routes commerciales médiévales de la partie méridionale du massif vosgien,, c’est-à-dire celles qui empruntaient la haute vallée de la Moselle, étaient celles qui quittaient la Lorraine au col de Bussang vers l’Alsace, au col des Croix ainsi qu'au col du Mont de Fourche vers la Franche-Comté.
La route du col de Taye suit l’ancienne voie romaine Metz-Bâle (Divodurum – Augusta Basiliensis) et perpétue la tradition de vallée de transit par le col de Bussang,.

#### Col de Taye et tonnage de l’Estaye
Les possessions du chapitre de Remiremont acquises au haut Moyen Âge, au spirituel comme au temporel, étaient très étendues dans la partie méridionale du massif des Vosges ; elles englobaient les vallées de la Vologne, de la Moselotte et de la haute Moselle jusqu’aux crêtes à l’est et au sud. Les revenus des chanoinesses provenaient entre autres des droits de péages, des droits d’exploitation dudit haut pâturage et des tonlieux. En tant qu’avoués du chapitre, les ducs de Lorraine ont progressivement mis la main sur les terres périphériques des dames nobles en bâtissant des châteaux-forts, comme à Bruyères ou à Arches lesquels deviendront les sièges des deux prévôtés montagnardes du duché lorrain. Ce fut le duc Ferry III qui usurpa le tonlieu à Bruyères en 1255 et à l’Etaye au pertuis de Bussang en 1264. Cette mainmise sur le tonnage de l’Estaye (Bussang) comme sur le thonnieu, de Bruyères ne répond pas au hasard, mais répond à une stratégie territoriale des ducs : il s’agissait des voies de passage principales au Moyen Âge pour passer de Lorraine en Alsace par :
1. la vallée de la Moselle : Épinal, Remiremont, Ban de Longchamp, Ban de Ramonchamp et le col de Bussang ;
2. la vallée de la Vologne, son affluent le Neuné, la vallée de la Meurthe : Lunéville, Bruyères, Corcieux, col du Plafond 620 m, Fraize et le col du Bonhomme 978 m.

Une autre route d’échange commerciale et économique secondaire dans la vallée de la Haute-Moselle est celle qui mène au col des Croix (679 m vers la Franche-Comté) où les voués pour la rive gauche de la Moselle, les seigneurs de Faucogney, ont établi un droit de péage, et bâti le château Lambert, actuelle commune de Haut-du-Them-Château-Lambert. Comme pour Bussang, la partie lorraine appartenait au ban très étendu de Ramonchamp où se situaient les mines du Thillot. Les deux bans menant aux deux cols, respectivement de Bussang et des Croix, sont nommés dans les archives et dans le langage populaire côté lorrain et comtois les Vaulx.
À la jonction de cette voie arrivant du sud et de celle provenant du col de Bussang à l’est, donc le pertuis de l’Estaye, les ducs de Lorraine et les chanoinesses de Remiremont possédaient un autre péage qui fut la station commerciale la plus importante pour les échanges avec l’Alsace, on le nommait le pertuis de L’Etraye (aujourd’hui Létraye). Les revenus du péage de Taye justifiaient l’établissement d’une charge à caractère anoblissant. Avant le déclin de la route commerciale, en pleine guerre de Trente Ans, le duc de Lorraine confie par exemple à un Jacques Mourel dit Valroff la charge de contrôler le péage. Il arriva à Bussang vers 1638 pour y prendre à ferme le péage de Taye installé depuis 1255 à la frontière ducale de Lorraine. Suivant les sources, Jacques Valroff fut page du duc de Lorraine, chargé du péage de Taye et châtelain de Deneuvre. Jusqu’à l’activité minière qui démarre en 1560 avec l’arrivée de mineurs, forestiers et charbonniers allemands, danois et suédois,, Bussang est au fond un écart, ou plus encore, une simple succession d’auberges, de tavernes en contrebas de la côte qu’il fallait pouvoir gravir pour traverser les Vosges. C’était un point d’arrêt où l’on prenait des chevaux de renfort pour se lancer dans le col. Le thermalisme n’existe pas encore et l’exploitation forestière pour subvenir à la demande industrielle va s’accroître progressivement jusqu’au XVIIIe siècle.
Les commerçants-transporteurs ne voyageaient pas souvent seuls ; en général, ils s'organisaient et se déplaçaient en « convois » de marchands, avec un chariot ou à pied avec une hotte. À cela, il faut ajouter les pèlerins, les voyageurs et les travailleurs itinérants qui allaient de chantier en chantier. Parfois, ils pouvaient se rassembler en « nation », donc en communauté de langue ou de culture par affinité. Les marchands « allemands » étaient des commerçants alsaciens et autres germanophones. Ils passaient le col de Bussang, le pertuis vers le monde francophone, au moins jusqu'à Metz, la plaque tournante des déplacements en Lorraine vu sa position à la croisée des chemins nord-sud et ouest-est. Au Moyen Âge, on utilisait encore les chars à transport hérités de la période gallo-romaine : le chariot à deux roues (plaustrum minus) ou à quatre roues (plaustrum majus), tirés par des bœufs ou des chevaux. La flexibilité et la mobilité de ces chariots étaient limitées, il fallait souvent un cheval d'appoint pour monter les « côtes », noms qu'on utilisait autrefois plus fréquemment que col.
Le soutien logistique par les locaux perdurera jusqu’au XVIIIe siècle puisque, dans les archives de la ville, sont toujours évoqués les aubergistes et cabaretiers dont « certains employaient des chevaux uniquement à faire la conduite des voitures jusqu’au col de Bussang ». Les rouliers faisaient aussi les commissions des particuliers et des communautés. Il y avait une voiture qu’on appelait « l’accéléré » qui gérait également les services de la poste. En outre, les aubergistes devaient posséder des locaux très spacieux pour loger hommes et montures, remiser les voitures, abriter les chevaux et les bœufs. Les produits transportés sur cette voie mosellane étaient peu ou prou les mêmes que ceux qui circulaient sur l'axe rhénan de la Basse Rhénanie à Bâle, sur les routes qui traversaient la Champagne en direction de Langres et de la Suisse ou encore le long du Neckar. Néanmoins, on relève des spécificités en fonction des périodes économiques ou des activités artisanales en vogue à tel ou tel moment de l'histoire lorraine. Parmi les produits phares, on compte :
- le vin pour lequel Metz[84] et Cologne assuraient l'essentiel du trafic[85] ;
- le verre : le verre plat, blanc ou coloré « façon Lorraine », et après le séjour d’un verrier local à Murano pendant treize ans[86], le verre cristallin ou « verre de Venise » jusqu’au milieu du XVIe siècle. Tous furent produits dans les verreries de la Vôge autour de Darney et Fontenoy-le-Château. On connaît l’ascension professionnelle de Pierre Thierry à Fontenoy qui devint commissionnaire de grandes firmes internationales du secteur parce qu’il avait la responsabilité de la conduicte d’Italie[87]. Son réseau commercial s’étendait de l’Angleterre à l’Italie du Nord en passant par la Flandre ;
- la laine[88] ou la draperie : la Flandre resta longtemps le centre de la branche textile en relation constante avec l'Italie[89],[90] qui servait de transition avec l'orient. En revanche, la Moselle servait de relais[85] avec le Rhin pour ceux qui ne circulaient pas par la voie principale légèrement plus au sud que le massif vosgien, donc par la Porte de Bourgogne[91] ;
- le bois pour les fonderies et manufactures royales de chaque côté de la ligne de crête (Masevaux, Oberbruck, Saint-Maurice-sur-Moselle…) ;
- le sel : la route du sel qui passait par le col de Bussang en direction de Mulhouse, puis Bâle, était la route de la Lorraine à la Suisse[92]. Le sel lorrain était également vendu dans la Haute-Alsace (qui appartenait essentiellement à l’Autriche antérieure), le sud-ouest de l’actuelle Allemagne, la région frontalière suisse avec l’évêché de Bâle[93]. Le « roulage » du sel par le col de Bussang continua jusqu’à la Révolution française. C’est probablement le dernier produit régulièrement transporté par le col avant l’industrialisation et l’arrivée du textile dans la vallée[94]. On lit dans les archives que la « grande traite des sels » allait de Thann à Delle à la frontière avec la Suisse. La route du col de Bussang y est décrit comme tellement étroite dans la montée (nommée « die Steige » par les Alsaciens) que le double sens n’était pas possible pour deux chariots. Ceux qui descendaient devaient utiliser les emplacements spécialement aménagés à cet effet[95] pour laisser passer les chariots qui montaient[96].

#### Déclin progressif de la voie commerciale

Lorraine ducale au moment du rattachement à la France au XVIIIe siècle.
Duché de Lorraine
Duché de Bar
Les Trois Évêchés (Metz, Verdun, Toul)
Champagne et Clermontois
Prévôté de Montmédy, partie du Luxembourg français
Duché de Carignan
Principauté de Salm
Comté de Dabo
Alsace
Franche-Comté
Comté de Créhange

La guerre de Trente Ans (1618-1648), la guerre de Dix Ans (1634-1644) et la guerre de Hollande (1672-1678) ont mis fin au commerce international régulier sur la route d’Alsace et de Franche-Comté par le col de Bussang. Les raisons sont multiples, mais la première est géopolitique et la seconde est économique. Après ces guerres, les cols vosgiens deviennent des frontières territoriales : pour le col de Bussang avec l’Alsace devenue française en 1648 au traité de Westphalie et pour le col des Croix avec la Franche-Comté devenue française en 1678 au traité de Nimègue. Comme on le voit sur la carte ci-contre, Bussang et les Hautes-Vosges restent en Lorraine ducale jusqu’en 1766. Au-delà des dates, ce sont surtout les nombreuses décennies de désordre, de pillage et de guerre qui ont durablement perturbé et désorganisé le pays comme les documents d’archive le montrent pour l’ensemble du massif vosgien très touché par la guerre de Trente Ans. L’autre facteur expliquant le déclin de la route Lorraine-Alsace-Suisse est d’ordre économique. Les changements géopolitiques perturbent les échanges traditionnels dans l’axe lotharingien car les régions annexées adoptent la législation française, notamment en ce qui concerne les taxes et les impôts. C’est par exemple Louis XIV qui introduit la gabelle en Lorraine pendant l’occupation du duché en 1633. Le rattachement de la Lorraine ne changera d’ailleurs rien aux problèmes car les taxes douanières sur les produits passant de Lorraine en France ont été maintenues. Les débouchés traditionnels des Lorrains au sud-est du massif vosgien ont périclité.
Une lettre de l’empereur Rodolphe II adressée à Eberhardt, seigneur de Ribeaupierre, permet d’avoir la confirmation de l’abandon de la route d’Alsace ancestrale par le col de Bussang. L’empereur fait connaître à son vassal son intention d’établir un bureau de péage à Sainte-Marie, « attendu que les marchandises qui entraient en France ou qui venaient du côté d’Épinal, de la Lorraine et de la Bourgogne, passaient autrefois par Bergheim, Thann et Belfort, où elles étaient soumises à un droit de péage, passent maintenant par le val de Lièpvre, où elles ne payent aucun droit de péage ». Or, la route qui mène à Thann est celle de la vallée de la Moselle passant par le col de Bussang et son péage de Taye. La destinée de Thann, dépendit de sa position géographique à l'entrée de la vallée de la Thur puisqu’elle « verrouillait l'accès au col de Bussang et occupait une situation de passage entre l'Empire et le royaume de France ». Un extrait de l’ouvrage de l’historien local Louis Jouve sur Bussang illustre très bien la nostalgie de l’ancienne route du col de Taye : « Sa situation au pied des montagnes des Vosges, loin des grandes villes, devait faire de Bussang un lieu d’arrêt tout indiqué sur la route de Metz à Bâle. Les rouliers et les voyageurs de tout ordre y faisaient une halte forcée entre Thann et Remiremont, entre lesquels la distance était beaucoup trop grande pour une seule journée de voyage, vu l’état ancien des routes, presque impraticables dans la première moitié du XVIIIe siècle pour les grands transports comme pour les troupes. L’argent y circula avec plus d’abondance, les relations avec le dehors y devinrent plus actives et plus fréquentes, quand on eut rectifié, amélioré, les routes qui traversaient les montagnes des Vosges. Ah ! Les rouliers avec leurs voitures de transport énormes, les mallebroucks et l’accéléré, nous disent les vieux, quel mouvement, quelle animation, quel courant commercial cela produisait à Bussang ! Vous n’avez pas idée de cela, vous, les jeunes ! »

### Passage de troupes, garnisons et conflits

#### Guerre de Bourgogne 1474-1477

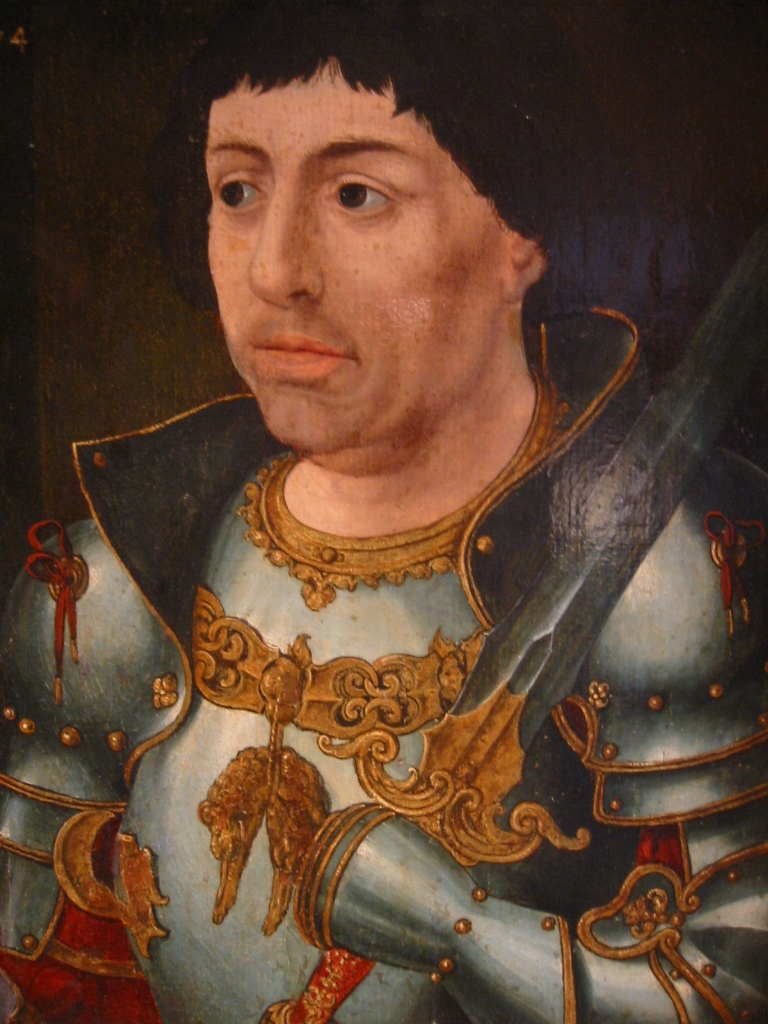
Charles le Téméraire, duc de Bourgogne, désireux d'envahir la Lorraine au XVe siècle.

##### 1473: passage de Charles le Téméraire avec la dépouille de Philippe le Bon
Avant l’occupation de la Lorraine pendant la guerre de Bourgogne en 1475, il y avait déjà un précédent : on lit dans Guerres d'autrefois et leçons d'aujourd’hui le récit à connotation patriotique qui évoque la vocation frontalière du col de Bussang de la manière suivante : « En septembre 1473, il [Charles le Téméraire] a paru à Nancy, aux yeux un peu émus du très jeune René II, duc de la veille, escortant, de Bruges à la chapelle sépulcrale de Dijon, le corps de son père, Philippe le Bon. Son arrivée à Nancy se fit par le nord et la route classique du pont de Bouxières, son départ par le sud et la Terre des Neufchâtel, puis par Charmes, Épinal, Remiremont, le pertuis d'Estaye, défilé où s'élevait, près de Bussang, le dernier château de nos limites lorraines, que gardera plus tard, au Ballon de Servance, le premier fort du rideau défensif de la haute Moselle. Ainsi, le cercueil ducal étant passé, à Charmes même, au plus près de Domrémy, Philippe le Bon va-t-il finir son dernier voyage dans notre pays, lui qui, ayant pris jadis à Compiègne la Bonne Lorraine, l'a vendue aux Anglais. Et c'est ici, du reste, dans ce même duché, qu'après deux ans, sans plus, sa dynastie pour toujours s'écroulera. »

##### La voie mosellane
Les mêmes Mémoires font allusion au fait que les Bourguignons connaissent bien la voie mosellane car des nobles de Bourgogne, les seigneurs de Neufchâtel, se sont emparés de sites importants au sein du duché lorrain tels que l'imposante forterresse de Châtel : « Et, déjà, un Neufchâtel est sur le siège épiscopal de Toul, une Marguerite de Neufchâtel sur le trône abbatial de Remiremont : de bout en bout, le long chemin de Moselle est ouvert, la fissure prête qui coupera en deux la Lorraine : le Maître [Charles le Téméraire] peut entrer. » Cette guerre se terminera avec le décès du duc de Bourgogne à la bataille de Nancy le 5 janvier 1477.

#### Guerre de Trente Ans et guerre de Dix ans

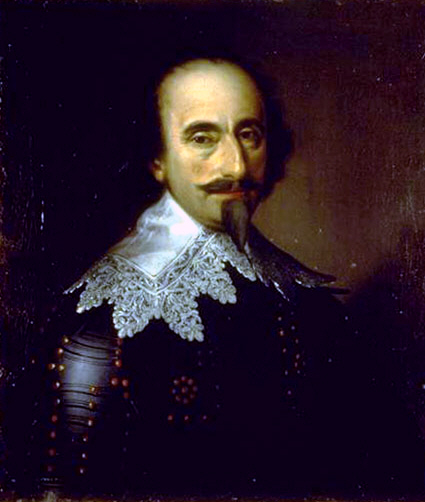
Henri II de Rohan, huile de Samuel Hofmann, trois ans avant sa campagne de la Valteline qui l'amène à franchir le col de Bussang dans des conditions difficiles.

##### Fermeture du col en 1630
Le duc de Lorraine qui avait adopté une politique de neutralité dans la guerre de Trente Ans se rend compte que, par des calculs géopolitiques avantageux pour la France, le cardinal de Richelieu et le roi de France vont profiter du chaos engendré par la guerre de Trente Ans dans toute l’Europe centrale pour élargir le pré carré vers l’est. Ceci étant, la première occupation de la Lorraine par la France se produira seulement en 1633. Les autorités lorraines anticipent et ferment entre autres le col de Bussang pour empêcher tout passage de troupes ennemies par les cols des Hautes-Vosges. Des raids dévastateurs sont menés dans les hautes vallées alsaciennes voisines pour dissuader toute incursion sur le sol lorrain très peu fortifié dans ce secteur. L’autre raison qui poussa le prévôt d’Arches à fermer le col de Bussang relève de la santé publique : la peste a été signalée en 1630 à Thann, la porte de la vallée de la Thur côté alsacien,.

##### Janvier 1635: campagne de la Valteline
La haute vallée de la Moselle remplit une fois de plus sa fonction de voie de transit entre la Lorraine et l’Italie. Charles IV de Lorraine, allié des Impériaux, a pris ses quartiers d’hiver à Vieux-Brisach. Après la défaite de Nördlingen, la France, alliée du camp protestant en perte de vitesse, entre de plus en plus dans le conflit et veut enlever aux Impériaux toute communication avec l’Italie en empêchant les troupes espagnoles d’unir leurs forces avec la ligue catholique par-delà les Alpes.
Pour ce faire, Louis XIII décide de se réconcilier avec son ancien ennemi, chef de la Ligue grise et commandant d’armée habile et respecté, Henri II duc de Rohan. Il prend le commandement du corps de la Valteline au sein de l’Armée d’Italie dirigée par le duc d’Harcourt. Il donne l’ordre au duc de Rohan de s’emparer de Belfort et de Brisach encore aux mains des Impériaux, puis d’occuper la Valteline pour y garder tous les passages et cols qui conduisent de Suisse vers l’Italie ou le Tyrol par la haute vallée de l’Inn. L’expédition vers la Valteline doit rester secrète car il faut éviter qu’elle s’ébruite par des espions à la solde des troupes espagnoles ou lorraines qui agiraient en conséquence.
Le lieutenant général Henri de Rohan doit rejoindre ses troupes à Rambervillers annexé à la France depuis 1552 et entouré de terres lorraines ducales. Il y est le 6 janvier 1635. Il a dix régiments en quittant Rambervillers avec pour maréchal de camp François Thibault. Il arrive dans la Valteline avec sept régiments (environ 4 000 hommes et six cornettes de cavalerie (environ 400 chevaux), auxquels il peut ajouter les troupes de Landé, deux régiments suisses et sept régiments grisons. Des unités en chemin entre les Vosges et l’Italie sont perdues du fait de divers obstacles qui vont des conditions climatiques déplorables dans le massif vosgien aux sièges de quelques villes en tête desquelles Belfort. De même, il doit laisser des troupes sur sa route pour assurer la défense des cités gagnées. Richelieu le presse de partir au plus vite vers l’Italie et de ne pas se laisser retarder par des affaires secondaires, y compris par la prise de Belfort ou de Brisach. Toutefois Henri de Rohan raconte dans sa correspondance avec le cardinal ou avec Claude Bouthillier du département des Affaires d’Allemagne contrôlé par le père Joseph que les retards ne sont pas de son fait : il déplore les « voleries et tueries par les habitants » des régions comtoises frontalières, les maladies et les conditions climatiques du trajet entre la plaine et le col de Bussang. Dans sa lettre du 16 janvier 1635 postée à Épinal, il explique devoir ralentir le rythme car il « craint de ruiner son infanterie dans les neiges ». Arrivé à Remiremont un peu avant 21 janvier 1635, il écrit : « Si ie fusse parti six jours devant ieusse perdu la moitié de notre infanterie. » Il entre ainsi dans la haute vallée de la Moselle en longeant les cols-passages vers la Franche-Comté qu’il fait fermer et contrôler par quatre régiments et deux compagnies sous les ordres du baron de Montausier. Quant à lui, il poursuit avec le reste de ses troupes vers les crêtes sous « des pluies continuelles ». La neige ralentit aussi son avancée quand il veut franchir le col de Bussang avec son artillerie (neuf pièces de canon, 37 chariots de munitions) et le reste des compagnies et régiments de carabins ou d’infanterie.
Le passage des Vosges fut une mission pénible pour le duc de Rohan ; il écrit à Claude Bouthillier depuis le camp de Dannemarie le 10 février 1635, soit un mois plus tard : « Je crains bien de perdre force soldats. Il n’y a remède, il faut surmonter toutes difficultés. » Il écrit une lettre à Roppe le 8 février 1635 et envoie la suivante de Dannemarie le 10 février 1635 alors qu’il y a moins de 25 km de distance entre les deux lieux. Par comparaison, ses troupes mettent environ dix jours à atteindre Saint-Gall, quatre jours pour atteindre Coire et douze jours plus tard toute son armée est dans la Valteline,. Son quartier général dans les Alpes italiennes sera à Morbegno, et à partir de juin 1635 à Tirano.

##### Novembre 1638

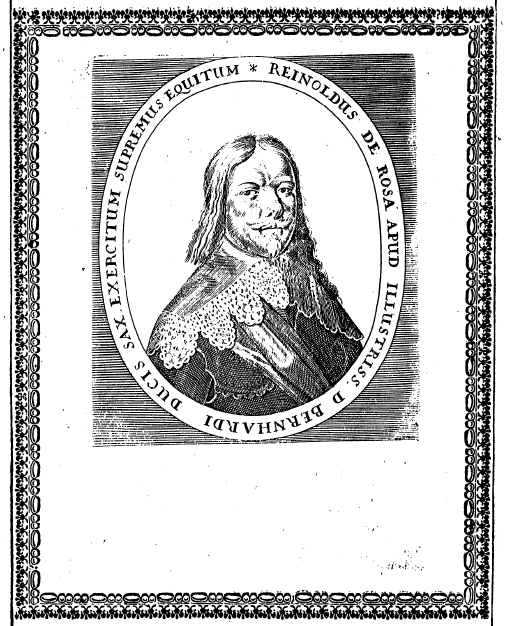
Reinhold von Rosen au service des armées protestantes.

Le duc Charles IV sort de Franche-Comté, où il s'est réfugié après l'occupation de son duché par la France, avec environ 4 000 hommes dans l'intention de sauver Breisach (actuel Vieux-Brisach) aux mains des troupes protestantes. Il passe par Épinal, puis Remiremont. Il poursuit sa marche par le col de Bussang pour rejoindre la vallée de la Thur, mais il ne parvient pas à Breisach car les troupes weimariennes, notamment la cavalerie, l'arrêtent à Thann. De nombreux nobles lorrains sont faits prisonniers, environ 600 Lorrains entrent au service de Bernard de Saxe-Weimar. Le 18 novembre 1638, les Lorrains font chanter un Te Deum dans de nombreuses paroisses pour remercier Dieu d'avoir épargné leur souverain.

##### 1639
Bernard de Saxe-Weimar envoie von Rosen et Kanowski investir Thann, puis ordonne à Rosen d'empêcher les Lorrains d'approcher cette place. Rosen franchit les Vosges ; il se rend à Saint-Dié où il bat un régiment de Charles IV, puis il marche sur Épinal bien que la cité fût sous les ordres de du Hallier, gouverneur de Lorraine. Puis il repart d'Épinal à Thann, donc par la route d'Alsace.

#### Guerre de Hollande

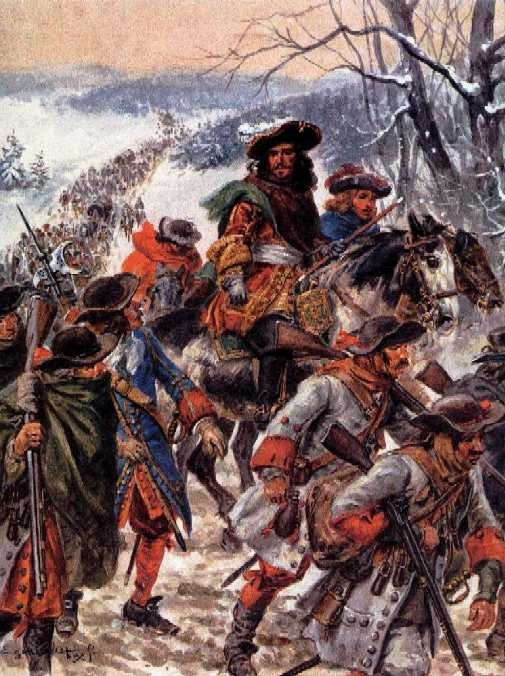
Traversée des Vosges par Turenne en hiver.

Pendant la guerre de Hollande, Turenne passe trois jours en décembre 1674 à Rambervillers pour faire reposer ses troupes. Il poursuit sa route vers Épinal et Remiremont par Padoux et Éloyes. Les sires d’Allamont et de Majastre, qui venaient juste de libérer respectivement la première et la seconde cité pour le compte du duc de Lorraine, repartirent donc au plus vite car ils ne pensaient pas tenir devant les troupes de Turenne. Le Maréchal de Créquy rejoint Turenne à Épinal afin de poursuivre les Lorrains vers la Haute Alsace, donc par la vallée de la Moselle et le col de Bussang. Les poursuites finissent à la bataille de Turckheim le 5 janvier 1675 avec la victoire de Turenne. En ayant fait passer ses troupes par plusieurs cols vosgiens en plein hiver pour parvenir de manière inattendue au-dessus de Turckheim, Turenne remporte une première victoire qui lui permet de gagner Strasbourg.
Certains auteurs font passer Turenne en personne au col de Bussang, d’autres sont certains qu’il est passé par la Franche-Comté à Faucogney. Il a fait converger plusieurs détachements vers la plaine alsacienne par de nombreux cols, ce n’est donc pas exclu. On lit dans Mémoires de la Société d'archéologie lorraine et du Musée lorrain que « Saint-Dié voit passer le comte de Bourlémont, qui va occuper le col de Sainte-Marie avec 400 hommes. Enfin, le chevalier d'Hocquincourt, par la Haute Moselle et le col de Bussang, pousse une pointe dans la vallée alsacienne de la Thur ». Le chevalier est Georges de Monchy, marquis d'Hocquincourt, lieutenant-général des armées du roi en 1655, fait chevalier du roi en 1688. Pour confirmer cette thèse, on lit dans le Bulletin de la Société philomatique vosgienne de 1887 que Turenne, est parti « de Belfort tandis que ses troupes légères prennent le chemin plus direct du col de Bussang et de la vallée de Thann ». Cela va de le même sens que l’article de la Société belfortaine d'émulation où on lit le texte suivant : « Il y a erreur : c'est un des lieutenants de Turenne qui traversa le col de Bussang et la vallée de Saint-Amarin. Quant à l'illustre général, après s'être emparé de Remiremont, il passa par Rupt, Faucogney, Mélisey où il resta deux jours,. »

#### Ancienne monarchie et période révolutionnaire
En 1749, les compagnies de Le Deuil de l’Hôtel des Invalides et de La Cour au Chantre doivent se rendre à Bussang. La seconde du régiment suisse, qui deviendra le 76e régiment d’infanterie en 1791, appartenait au régiment de Grandvillars qui dépendait du 2e corps commandé par le comte Woldemar de Lowendal. Elle avait déjà servi peu de temps avant pendant la guerre de Sept Ans ou la guerre de succession d’Autriche de 1744 à 1747. Elle attendait en quelque sorte une autre affectation. En 1749, cette compagnie en garnison dans plusieurs villes du nord-est, fut mis sous les ordres du chevalier Jean-Alexandre de Balthazard qui en prit le commandement comme colonel propriétaire le 15 juin 1749. Le 13 mars 1755, la ville de Remiremont adresse une lettre de protestation au Chancelier de Lorraine contre une amende de 100 livres « pour défaut d’entretien de la route de Remiremont à Bussang ». Le 3 août 1790, il a été donné l’ordre de donner logement, nourriture et escorte aux marquis de Lambert et de Nesle qui allaient en Alsace par Remiremont et le col de Bussang.

#### Invasion de la France par les Coalisés en 1814
Le 4 janvier, le quartier général du généralissime des armées alliées Schwarzenberg met en place les opérations des 6, 7 et 8 janvier 1814 dans le cadre de la Campagne de France : il décide de la formation de quatre groupes d’armée. Le 6e corps de Wittgenstein et le 5e corps du feld-maréchal Wrede constituèrent le « Groupe d’armée d’Alsace ». Le « Groupe d’armée des Vosges » fut formé par un détachement du prince Tcherbatow et le 4e corps, renforcé par une batterie lourde autrichienne et le régiment de hussards autrichiens de l'archiduc Ferdinand.
Le corps bavarois reçut l’ordre d’investir Sélestat et d’établir le contact avec Wittgenstein après avoir apporté son appui aux Wurtembergeois à Neuf-Brisach le 6 janvier 1814. Schwarzenberg confia à Wittgenstein la tâche d’occuper la Basse Alsace et de marcher vers la Lorraine en passant par Haguenau, Saverne et Phalsbourg. Le groupe d’armée des Vosges eut Épinal pour objectif. Le baron Friedrich Wilhelm von Bülow reçut l’ordre de rejoindre Sainte-Croix le 6 janvier, puis de passer les Vosges au col du Bussang pour poursuivre le long de la vallée de la Moselle vers Remiremont et atteindre Épinal le 9 janvier. Schwarzenberg ordonna finalement au 4e corps de ne pas emprunter le col du Bonhomme pour se rendre à Épinal bien qu’il fût proche ; il préféra faire le détour de 40 km par Thann et le col de Bussang pour rejoindre Remiremont, puis Épinal. Pour soutenir le corps bavarois et assurer sa jonction avec le corps autrichien, le quartier général de l’Armée de Bohème commanda au corps wurtembergeois de passer les Vosges afin d’atteindre Remiremont la haute vallée de la Moselle, et de là se diriger vers Plombières-les-Bains et Langres. Pour les aider dans leur tâche, on leur adjoignit les Cosaques du Don sous le commandant de Platow. Les troupes franchirent les Vosges les unes après les autres par le col de Bussang, nommé Büssing Pass en allemand.

#### Première Guerre mondiale

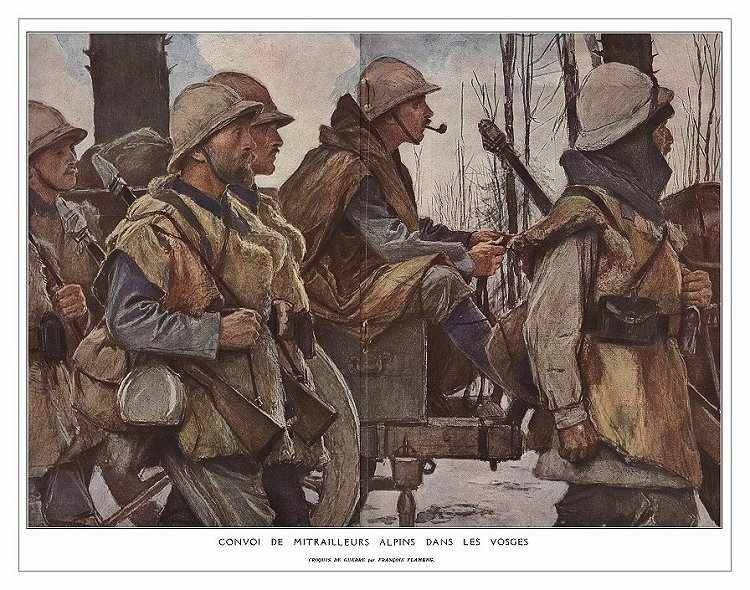
Chasseurs alpins dans le paysage hivernal des Vosges, par François Flameng.

- 6e bataillon de chasseurs alpins (BCA)

Le soldat Jean Fourty écrit dans son journal que le 6e BCA est retiré de l’Artois pour être envoyé en Alsace : « Le 25 janvier 1915, le bataillon quitte le Thillot, passe par Bussang, franchit l’ancienne frontière à 16 h, au col de Bussang et va cantonner à Felleringen, dans la vallée de la Thur. Le 26, il vient à Saint-Amarin, où il reste jusqu’au 11 février, exécutant des travaux de défense dans la région. »
- 22e bataillon de chasseurs alpins (BCA)

Victorin Lassiaz, caporal au 22e BCA, 1re compagnie, raconte qu’il est parti le 9 août pour la guerre depuis Bourg-Saint-Maurice et qu’il est arrivé à Bussang, le 11 à 6 h du matin. Ensuite il est monté au chalet Drumont en avant-postes. Il trouve la « vue superbe sur Mulhouse et le Rhin, de la table d’orientation ». Le 12, il est descendu au tunnel de Bussang et a couché dans la forêt. Le 13, la 1re section monte au chalet de Neuf-les-Bois pour assurer un petit poste. Il a quitté le col de Bussang le 14 août avec le 12e bataillon de chasseurs alpins pour arriver à Thann le soir.
- La 41e division d’infanterie

Entre le 4 et 10 août 1914, la 41e DI est en couverture entre le col de la Schlucht et le col de Bussang. Elle sera très engagée dans les conflits des Vosges au début de la guerre.
- 359e régiment d’infanterie

Le régiment reprend le train à Toul le 16 décembre 1914 au matin, pour être transporté en Alsace. Débarqué à Bussang le même jour, il franchit le col de Bussang dans la nuit du 16 au 17 et vient cantonner à Urbès où il arrive vers 2 h.

#### Seconde Guerre mondiale

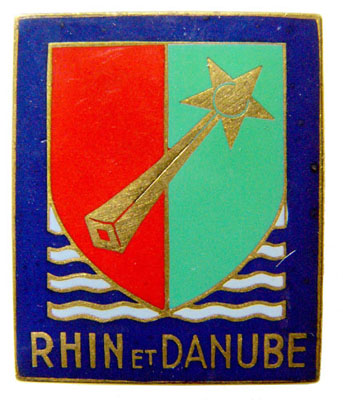
Insigne de la 1re armée, Rhin et Danube.

À l'automne 1944, les Forces alliées débarquées en Normandie et en Provence font face aux armées allemandes regroupées dans les Vosges.
Des notes du capitaine Petit du 4e / 7e régiment de chasseurs d'Afrique (RCA), élément de la 1re armée française, on apprend que le 26 novembre 1944, les pelotons du 7e RCA doivent être engagés entre le Thillot et le col de Bussang car des opérations sont prévues sur les cols des Vosges pour pénétrer en Alsace. Comme les troupes allemandes se sont repliés au col de Bussang, une fois l’essentiel des troupes parvenu à Bussang et installé près de la gare où se trouve le PC du 4e escadron, les tirs d’artillerie sur le col commencent en début de soirée. Le 29 novembre, le col et la montagne du Drumont sont aux mains des Français à l’exception du tunnel qui résiste encore. Le 1er décembre, le Génie doit ouvrir une voie pour le passage des troupes qui attendent en bas à Bussang car le tunnel a sauté. Le lendemain, les troupes peuvent franchir le col en empruntant le chemin réalisé par le Génie qui a contourné le tunnel bouché aux deux extrémités.

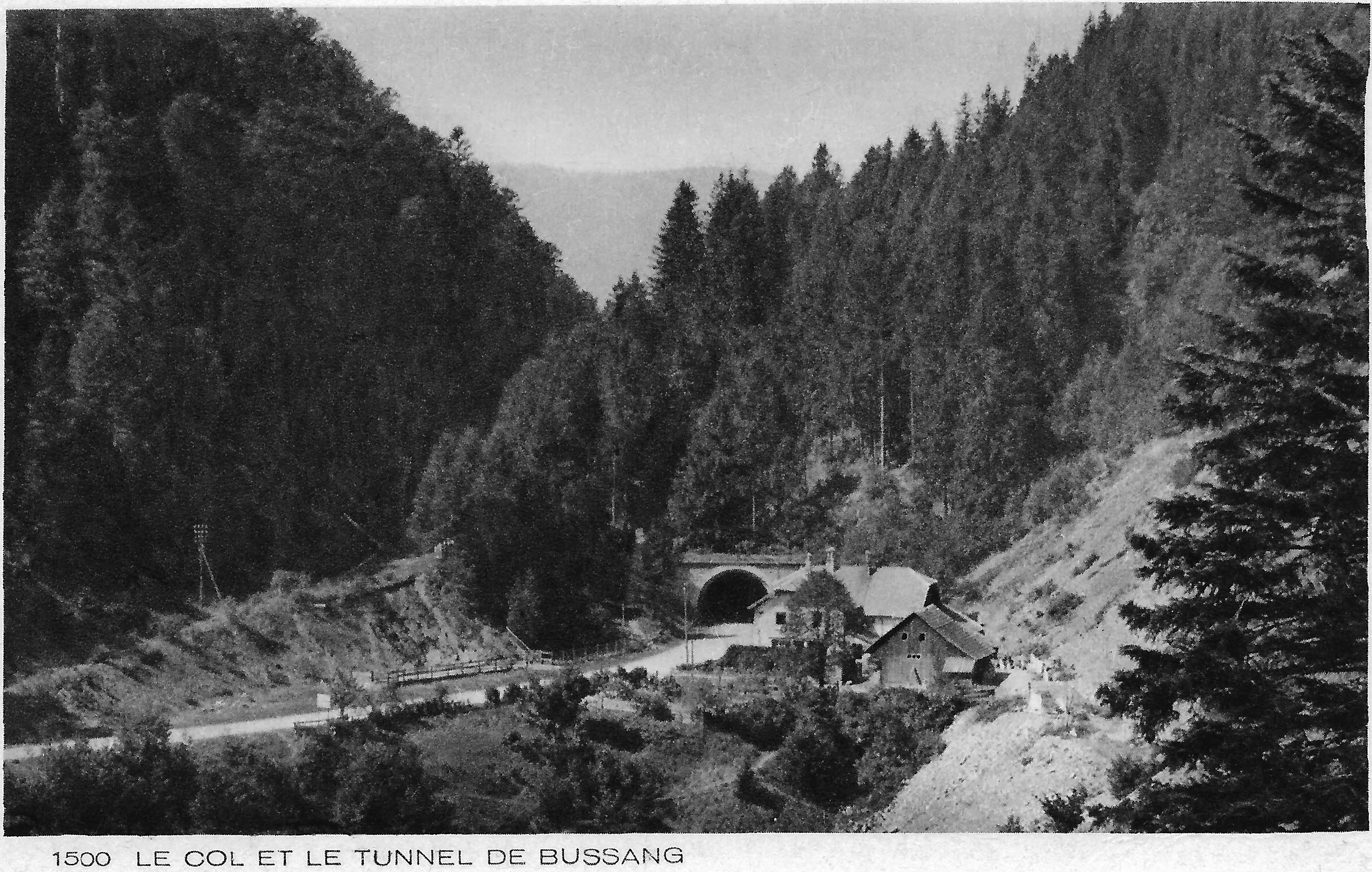
Le tunnel de Bussang.

Les troupes d’occupation allemandes ont longtemps défendu le col de Bussang et ont tenté de le reconquérir. La 19e armée, Groupe d’armées G, 198e ID, stationne encore côté lorrain en septembre 1944. Le recul vers le flanc alsacien de la crête vosgienne se poursuit inexorablement. Jusqu'au 14 octobre 1944, le 64e corps d’armée et la 198e division d’infanterie, sous le commandement du Generalmajor Otto Schiel (de septembre 44 à janvier 1945), occupaient le secteur. Après le 1er novembre 1944, la 198e y combattait avec le 4e Luftwaffe-Feldkorps. Au moment des affrontements avec les troupes françaises du 7e RCA, la 708e Volks-Grenadier-Division sous le commandement du Generalmajor Wilhelm Bleckwenn, et la 716e Infanterie-Division, sous le commandement du Generalmajor Ernst von Bauer, qui représentent le 64e corps d’armée et la 19e armée[pas clair].

### Col frontière
Depuis deux millénaires, le col de Bussang est et a été successivement ou simultanément une limite linguistique et culturelle, une frontière politique et diocésaine, une limite d'abornement des répandises et chaumes.

#### Frontière linguistique

##### Limite entre les langues germano-romanes

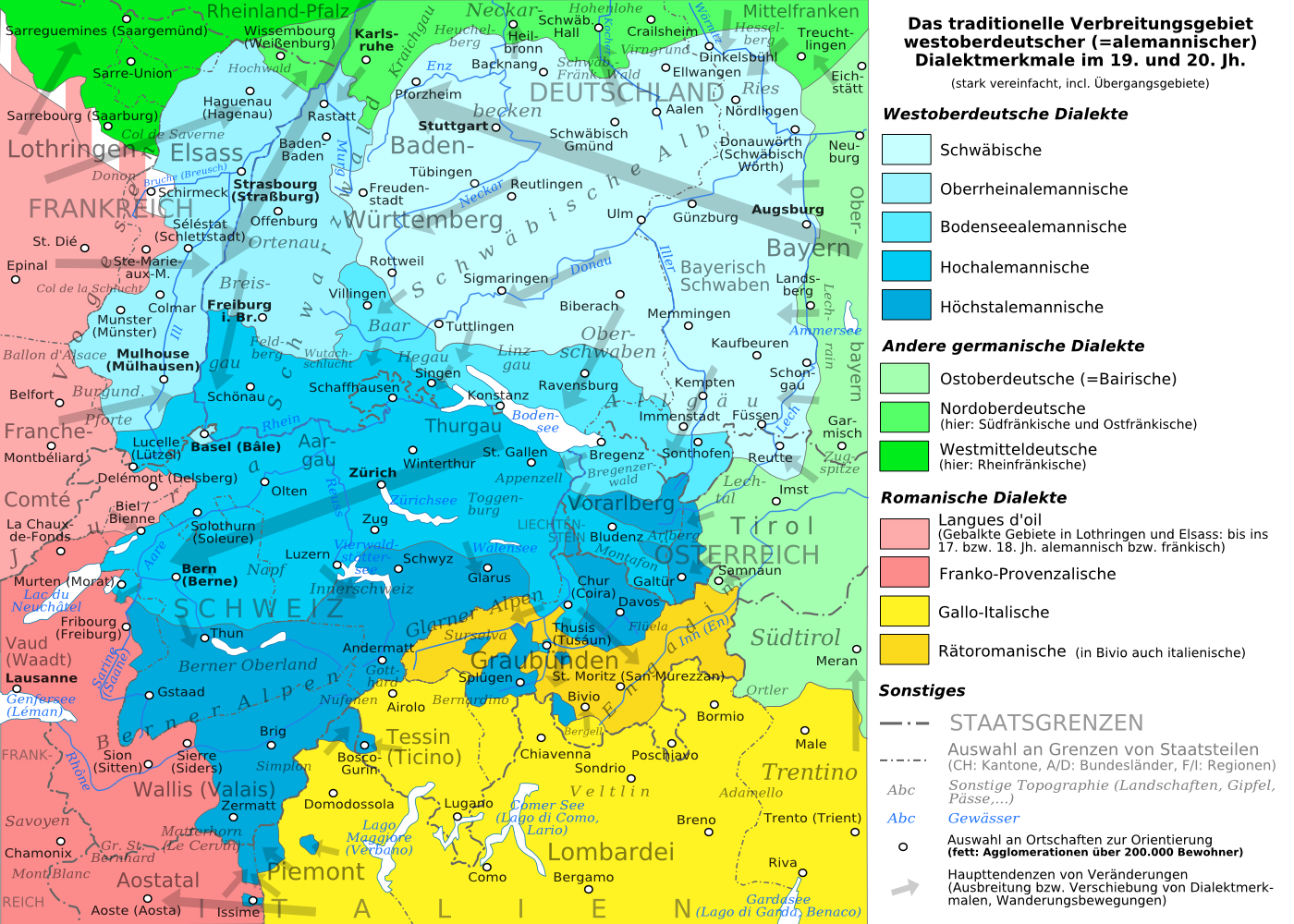
Limites des langues romano-alémaniques.

Contrairement aux cols de la partie septentrionale et médiane du massif vosgien qui ne forment pas souvent la frontière linguistique entre les familles de langue romane et germanique, tout au plus la limite entre des variantes entre sous-familles de la même langue, les cols de la partie méridionale comme le col de Bussang correspondent aussi fréquemment à la frontière linguistique entre la Germania et la Romania. Cela s’explique par le fait que la limite des langues ne suit pas au nord exactement la ligne sommitale des Vosges. Parfois ce sont les langues germaniques qui débordent à l’ouest (Vosges du Nord, pays de Sarrebourg), parfois ce sont les patois lorrains qui dépassent les crêtes à l’est comme le welche par exemple.
Le col de Bussang sépare le bas-alémanique du sud, point d’enquête no 175[pas clair], à Storckensohn, et le vosgien des Vosges méridionales étudiées par Oscar Bloch, notamment avec son atlas linguistique de cette région.
Patois de Bussang, côté roman :
| Di ton péssa, on fyé byen mœ ké métnan. Li gen ni guégni mi tan d’ergen : lè fomme, on li p’yé di sou par jour, é on n’léz i bévé pwon d’bwèsson ; léz homme guégni déj-œt è vin sou, pou lè bwon sèyêre, è on léz i bèyè in wérre dé vin é médi. | (Traduction) Du temps passé, on faisait bien mieux que maintenant. Les gens ne gagnaient pas tant d’argent ; les femmes, on les payait dix sous par jour, et on ne leur donnait point de boisson ; les hommes gagnaient 18 à 20 sous, pour les bons ouvriers de scierie, et on leur donnait un verre de vin à midi. |

Bas alémanique du sud :
| ‘Nèier Siasser’ (oder eifàch ‚Nèier‘) ìsch a Spezialität wo ma ìm Spotjohr trìnkt. 's ìsch Triwelmoscht, vu dr letschta Erbschta, wo fàngt à jara. Dr Nèier Siasser "risst", dàs heißt : dr Sàft ìsch triab, sprudlig un enthàlt a betsi Àlkohol. A Bsunderheit vum Nèier Siasser ìsch àss d Flascha nìt züe sìn: ma losst ìmmer a Lächla ìm Kapsala, àss dr Gàs vu dr Jarung üssa kàt geh. Tràditionell, trìnkt ma Nèier ìm Oktower, àm a eifach Owaassa, mìt Brot, Spack, Kaas, Nussa. | Le vin bourru (ou tout simplement le « Nouveau ») est une spécialité que l’on boit en automne. C’est un moût de raisin de la dernière vendange qui commence à fermenter. Le vin bourru « prend un goût de levure », c’est-à-dire que le jus est trouble, gazeux, et il contient un peu d’alcool. L’une des particularités du vin nouveau est que la bouteille n’est pas fermée : on laisse toujours un petit trou dans la capsule pour que le gaz de la fermentation puisse s’échapper. Traditionnellement, on boit le vin nouveau en octobre, lors d’un simple repas du soir, avec du pain, du lard, du fromage et des noix. |

##### Témoignage de Michel de Montaigne

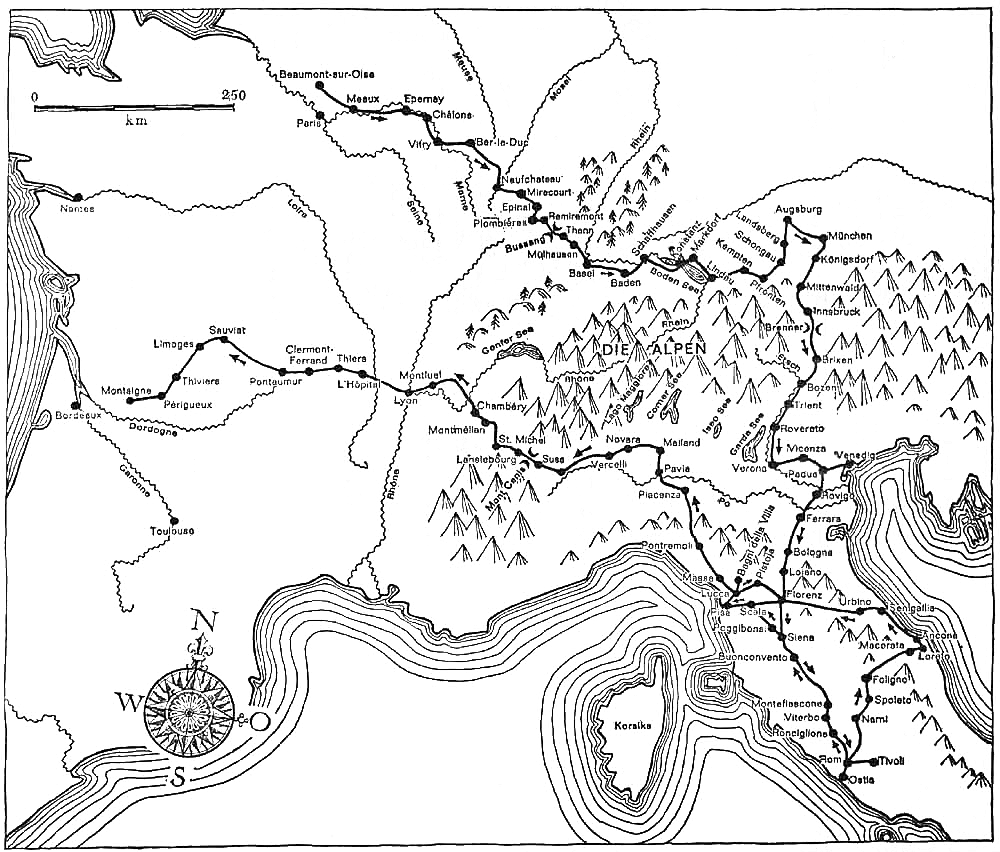
Bussang sur le tracé du parcours du voyage de Montaigne.

Montaigne est resté à Plombières, « assise aux confins de la Lorraine et de l’Allemagne », du 16 septembre au 27 septembre 1580 avant de poursuivre vers Bussang. Il décrit son passage au col de Bussang dans son journal de voyage de la manière suivante : « A partir de là, nous suivimes longtems un très beau & très plaisant vallon, couroiant la riviere de Moselle & vinsmes disner à Bossan, quatre lieues. Petit meschant village, le dernier du langage françois, où MM. d’Estissac & de Montaigne revetus de souguenies de toile qu’on leur préta, allarent voir des mines d’argent, que M. de Lorrene a là, bien deux mille pas dans le creus d’une montaigne. Apres disner, nous suivimes par les montaignes où on nous monstra, entre autres choses, sur des rochers inaccessibles les aires où se prennent les autours, & ne coutent là que trois testons du païs, & la source de la Moselle, & vinsmes souper à Tane, quatre lieuës. »
Le terme de col de Bussang n’étant pas d’usage au Moyen Âge ni au XVIe siècle, Montaigne ne peut pas l’écrire, mais il évoque clairement le creux dans la montagne, les rochers inaccessibles et la source de la Moselle qui se trouvent à l’actuel emplacement du col à 3 km du village de Bussang après le lieu-dit de Taye.

##### Aux frontières d’Allemagne
Au contact de deux familles de langues vernaculaires, il sépare aussi deux langues littéraires et administratives, le français et l’allemand, et ceci pas uniquement depuis l’annexion de l’Alsace-Lorraine au Reichsland comme Elsaß-Lothringen en 1871 ou le rattachement manu militari de l’Alsace au IIIe Reich en 1940. L’usage des termes « allemand » et « Allemaigne » était très fréquent dans le français régional de Lorraine pour désigner tout ce qui n’est pas franco-roman. Donc l’Alsace voisine au franchissement des cols vosgiens est terre d’Allemagne. La Moselle germanophone représente une grande partie de l'ancien « bailliage d'Allemagne » au sein du duché de Lorraine. La Tête des Allemands (1 014 m) et le col des Allemands (915 m) au-dessus du col de Bussang au sud font référence à la vocation frontalière culturelle entre le monde germanophone et le monde francophone bien avant la création de l’Empire allemand en 1871. Dans les patois vosgiens de la haute Moselle, on nomme aussi l’Alsace « Ollemaine » ou « Almê » alors que les habitants des Vosges romanes se nomment des « Lôrés » (donc Lorrains). Les marchands et voyageurs qui passent par le pertuis de Bussang se distinguent bien sûr grâce à leur langue ; parmi ceux-ci, il est logique de dénombrer en majorité les habitants de deux versants du massif, ceux de la vallée de la Thur et ceux de la vallée de la Moselle. Aux XVe et XVIe siècles, les contrôleurs des péages situés du côté lorrain signalent des convois de marchands allemands qui passent tous les huit jours entre Colmar et Saint-Nicolas-de-Port. Un vigneron de Thann, donc de « l’Allemagne », déclare avoir « franchi le col de Bussang à plus de cent reprises dans les dernières décennies du XVe siècle ». On se côtoie pour le transit, mais également au XIXe siècle quand des Alsaciens viennent peupler le pays de Bussang, particulièrement les cités ouvrières. Bussang comptait moins de 200 habitants au XVIe siècle, moins de 500 au XVIIe siècle et 1 000 en 1789. L’apport de la population germanophone au XIXe siècle ont perpétué la tradition du contact des deux cultures dans la zone tampon des crêtes vosgiennes. Le col de Bussang, comme quasiment l’ensemble de la ligne sommitale vosgienne n’est pas une limite hermétique, ni pour ce qui est du passage des personnes, ni pour l’interpénétration des langues respectives. Certains noms de lieu sont bilingues ou plurilingues si l’on compte les versions dialectales. Des mots alsaciens sont entrés dans la langue patoise locale, au-delà du pays de la vallée de la Moselle. Le terme le plus emblématique est peut-être le mot « marcaire », qui est la prononciation romane de « Malker », le trayeur. Les marcaireries symbolisent avec les chaumes les hauts pâturages des sommets vosgiens très influencés par la culture helvético-alémanique.

#### Frontières territoriales ou politiques
La complexité des changements successifs de suzeraineté de part et d'autre du col de Bussang au cours des siècles justifie le tableau ci-après qui les résume. Le tableau ne présente pas les périodes où les deux côtés du col sont directement rattachés à la même entité politique.
| Le Pays de l'Ouest (Bussang)     | Drapeau /blason | est constitutif de :           | Le Pays de l'Est (Urbès)           | Drapeau /blason | est constitutif de :           | De                       | À    |
| -------------------------------- | --------------- | ------------------------------ | ---------------------------------- | --------------- | ------------------------------ | ------------------------ | ---- |
| Cité des Leuques                 |                 | Gaule belgique                 | Cité des Séquanes                  |                 | Gaule lyonnaise                | IIe millénaire av. J.-C. | - 61 |
| Gaule belgique, Cité des Leuques |                 | Empire romain                  | Gaule lyonnaise, Terres des Suèves |                 | Empire romain                  | - 61                     | 84   |
| Belgique première                |                 | Empire romain                  | Germanie supérieure                |                 | Empire romain                  | 84                       | 476  |
| Austrasie                        |                 | Royaumes francs                | Alémanie                           |                 | Royaume alaman                 | 550                      | 845  |
| Lotharingie                      |                 |                                | Principauté abbatiale de Murbach   |                 | Duché de Souabe                | 925                      | 1268 |
| Duché de Lorraine                |                 |                                | Principauté abbatiale de Murbach   |                 | Duché de Souabe                | 973                      | 1274 |
| Duché de Lorraine                |                 | Saint-Empire romain germanique | Landgraviat de Haute-Alsace        |                 | Saint-Empire romain germanique | 1274                     | 1324 |
| Duché de Lorraine                |                 | Saint-Empire romain germanique | Autriche antérieure                |                 | Saint-Empire romain germanique | 1324                     | 1648 |
| Duché de Lorraine                |                 | Saint-Empire romain germanique | France                             |                 | Royaume de France              | 1648                     | 1681 |
| Franche-Comté                    |                 | Royaume de France              | Haute-Alsace                       |                 | Royaume de France              | 1681                     | 1704 |
| Duché de Lorraine                |                 | Saint-Empire romain germanique | France                             |                 | Royaume de France              | 1704                     | 1766 |
| France                           |                 |                                | Empire allemand                    |                 |                                | 1871                     | 1918 |
| France                           |                 |                                | IIIe Reich                         |                 |                                | 1940                     | 1945 |

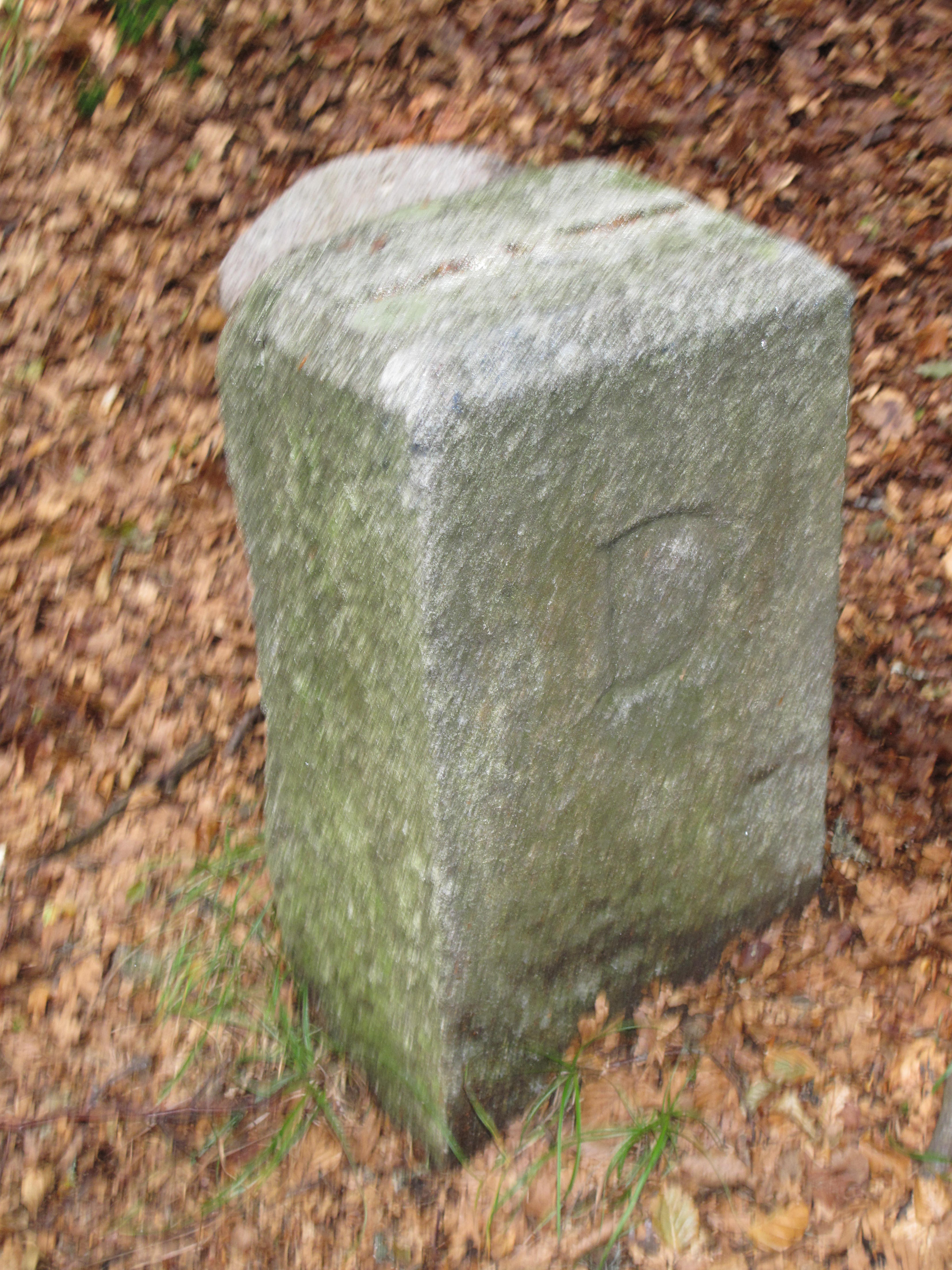
Borne frontière France – Empire allemand près du col de Bussang.

À l’époque celtique et gallo-romaine, le massif des Vosges sert de limite territoriale, bien que souvent perméable. Ce sont les rivières qui servent de points de repère. Le col de Bussang sépare les peuples de la terre mosellane de ceux du Rhin supérieur. Les premiers peuples germaniques, les Suèves, s’installent en échange de leur aide apportée aux Celtes Séquanes contre leurs ennemis, les Éduens. Au nord de la plaine alsacienne, ce sont les Triboques. Les prémices de la germanisation du versant oriental des Vosges commencent donc à l’antiquité. À l’époque mérovingienne, l’Alsace quitte rapidement l’Austrasie franque et elle est rattachée au royaume d’Alémanie.

Lotharingie au X.

Le col de Bussang perd provisoirement son statut de frontière quand la Francie médiane, puis la Lotharingie sont créées car l’Alsace fait partie de ce vaste royaume. Mais, peu de temps avant le partage du duché de Lotharingie en Basse-Lorraine et Haute-Lorraine au Xe siècle, l’Alsace passe au duché de Souabe sous Burchard II en 917, donc encore une fois dans la sphère germanique.
En fait, dès le Xe siècle, le véritable État voisin de Bussang au-delà du col est la principauté abbatiale de Murbach dirigée par un prince-abbé qui a autorité au spirituel et au temporel avec une voix à la Diète d'Empire où il siégeait à titre personnel. Son territoire s’est étendu au fur et à mesure des siècles depuis sa création en 728 par l’évêque missionnaire saint Firmin, l’évangélisateur de la région alémano-souabe du royaume franc oriental. L’abbé de Murbach venait en deuxième position après le primat de Fulda par sa préséance sur tous les abbés de l’Empire. Le scriptorium de Murbach fit partie des centres du développement du vieux haut allemand dans la sphère alémanique avec Saint-Gall et Reichenau.

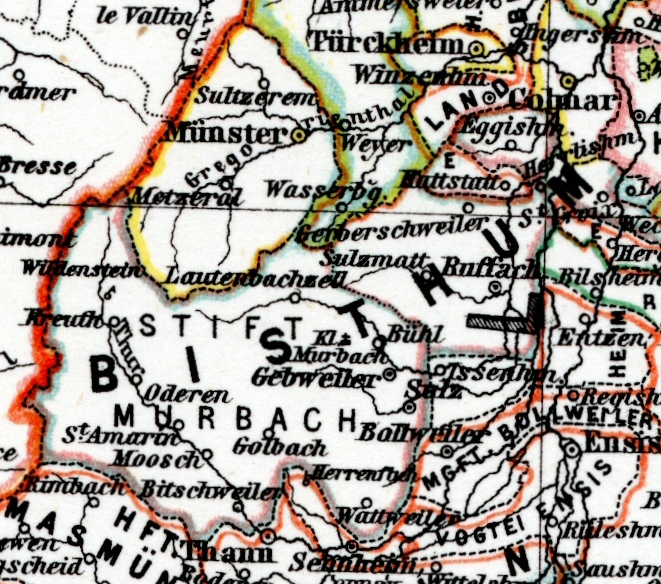
Territoire de la principauté abbatiale de Murbach.

En tant qu’ecclésiastique qui n’a pas le droit de verser le sang, l’abbé de Murbach était toutefois représenté par un avoué qui se chargeait de la défense et des questions militaires. C’étaient la plupart du temps des seigneurs locaux comme les comtes de Ferette ou les seigneurs de Bollwiller. Avec la création du Landgraviat de Haute-Alsace qui a aussi autorité sur la principauté abbatiale de Murbach malgré son statut d’autonomie quasi totale, le col de Bussang sert de porte d’entrée dans le Sundgau, puis l’Autriche antérieure aux mains des Habsbourg,. L’Autriche, en la personne de l’archiduc d’Autriche, arrive ainsi aux portes des cols vosgiens méridionaux.
À quelques kilomètres près, le col de Bussang aurait pu être un simple col de passage entre les terres de l’Insigne Chapitre de Remiremont d’un côté et de l’autre de la crête dont le duc de Lorraine est l’avoué. Les villages d’Oderen et de Kruth et une partie de Fellering appartenaient, en effet, aux chanoinesses de Remiremont. En 973, Charlemagne fait don au chapitre de Murbach d'une grande partie de ses possessions à Fellering. Le col d’Oderen, un peu au nord du col de Bussang, sert donc logiquement de passage vers la haute vallée de la Thur. En 1537, le prince-abbé de l'abbaye de Murbach devient le seigneur féodal de toute la haute vallée de la Thur, après avoir racheté toutes les terres que Charlemagne n'avait pas données. Le col de Bussang aura donc servi le plus longtemps de frontière entre le duché de Lorraine et la Haute-Alsace, environ sept siècles. Quand la principauté abbatiale de Murbach et la Haute-Alsace, sous l’autorité des Habsbourg, passent en France en 1648, le col de Bussang sépare un petit duché lorrain indépendant et un royaume français de plus en plus puissant.
Appartenant aux terres de surséance, la haute vallée de la Moselle connaît également une période où elle appartient à la Franche-Comté et donc au royaume de France pendant vingt-trois ans avant d’être restituée au duc de Lorraine par le traité de Besançon du 25 août 1704. Par conséquent le col de Bussang n’est plus une frontière nationale mais seulement régionale entre l’Alsace et la Franche-Comté. L’arrêt du 16 juillet 1681 proclame « la Réunion des Vaux de Longchamps et Ramonchamps à la souveraineté et comté de Bourgogne », malgré les protestations des maires des communes annexées. Le col se situait dans le ban de Ramonchamp à l'époque. La question des terres de surséance s'achève par la rétrocession des bans de Ramonchamp et Longchamp au duché de Lorraine en 1704 ; même après l'annexion de la Lorraine à la France un demi-siècle plus tard, la haute Moselle reste en Lorraine.
Ce statut de limite territoriale disparaît en 1766 quand la Lorraine ducale est rattachée à la France. Un siècle plus tard, le col redevient frontière d’État entre la France et l’Empire allemand nouvellement créé en 1871. En 1918, il ne sépare plus que deux départements. Pendant la Seconde Guerre mondiale, le IIIe Reich ne se contente pas d’occuper l’Alsace-Lorraine, mais la réintègre dans le Reich. Depuis la fin de la Seconde Guerre mondiale, le col de Bussang n’est plus une frontière entre deux États.

#### Limites diocésaines
Au spirituel, le col de Bussang servit également de frontière pendant des siècles entre deux très anciens et vastes diocèses qu’il ne faut pas confondre avec les principautés épiscopales impériales : celui de Toul dépendant de la province ecclésiastique ou archidiocèse de Trèves et celui de Bâle. Une fois passé le col de Bussang vers l’Alsace, le voyageur entrait dans le doyenné ou chapitre rural de Mazopolitanum du diocèse de Bâle, donc celui de Masevaux. Ce n’est qu’à la Révolution française, plus exactement en 1790, que la réorganisation du diocèse de Bâle lui a amputé les parties aujourd’hui françaises en Alsace pour les incorporer au nouveau diocèse constitutionnel du Haut-Rhin. Côté lorrain, le Pouillié ecclésiastique et civil du diocèse de Toul de 1402 décrit très précisément les origines et les divisions de « l’un des diocèses les plus étendus de l’ancienne Gaule », en 6 archidiaconés comprenant 680 paroisses. La limite diocésaine touloise épouse au col de Bussang la frontière de l’ancienne cité des Leuques (Civitas Leuquorum) qui relevait de la métropole de Trèves. Cela explique pourquoi Bussang qui se trouve à 265 km de Trèves et à seulement 65 km de Bâle, appartient au Toulois. Jusqu’à l’Ancien Régime, l’évêque de Toul a officiellement conservé le titre honorifique de Leuchorum episcopus. Les archidiaconés sont apparus vers le milieu du Xe siècle et le pays de Bussang, autrefois annexe de Saint-Maurice-sur-Moselle, se trouvait dans l’archidiaconé de Vosges et le doyenné de Remiremont dont le Pouillé fait la description succincte suivante : « Le Doyenné de Remiremont s’étend dans les Montagnes de Vôges, & il est séparé par ces Montagnes de l’Alsace à l’Orient, il a au Midy le Diocèse de Besançon, & il est borné au Couchant & au Septentrion par le Doyenné d'Épinal. La rivière de Moselle le partage en deux, depuis sa source qui est à Bussans, dans la paroisse de Saint Maurice, jusqu’au-dessous d’Arches qui est la dernière paroisse de ce Doyenné du côté d’Épinal. »
Les premières modifications remontent à la bulle Ad univeram agri du 19 novembre 1777 par laquelle le pape Pie VI érige les diocèses de Nancy-Toul et de Saint-Dié qui dépendent tous les deux à partir de 1823 de la province ecclésiastique de Besançon, tout comme d’ailleurs le diocèse de Strasbourg qui sera élevé au rang d’archidiocèse par Jean-Paul II par la constitution apostolique Antiquissima ipsa du 1er juin 1988. Avec le traité de Campo-Formio qui met fin à la guerre franco-autrichienne en 1797, Trèves et la rive gauche du Rhin passent de toute façon sous administration française pour la période napoléonienne. La restructuration de 1823 met un terme au lien historique des diocèses lorrains avec l’archidiocèse de Trèves créé au VIIIe siècle après 1 100 ans d’histoire commune au spirituel. La caractéristique de ces territoires diocésains se trouve, en effet, dans le caractère transfrontalier des deux territoires dépendant chacun d’une ancienne principauté épiscopale dirigée par un prince-évêque du Saint-Empire romain germanique. Toul appartenait aux Trois-Évêchés et Bâle se scindera en une ville dans la Fédération helvétique au traité de Bâle en 1499 et un évêché qui s’étend jusqu’à la trouée de Belfort. Le flanc oriental des Vosges relevait d’une terre épiscopale, aujourd’hui suisse, tandis que la façade occidentale rassemblait des diocèses suffragants de l’archidiocèse de Trèves, désormais en Allemagne. Les deux anciens sièges épiscopaux séculaires sont donc situés en terres germanophones.
| Diocèse côté lorrain  | Blason | Diocèse côté alsacien | Blason | De         | À        |
| --------------------- | ------ | --------------------- | ------ | ---------- | -------- |
| Diocèse de Toul       |        | Diocèse de Bâle       |        | IVe siècle | 1777     |
| Diocèse de Saint-Dié  |        | Diocèse de Bâle       |        | 1777       | 1790     |
| Diocèse de Saint-Dié  |        | Diocèse du Haut-Rhin  |        | 1790       | 1801     |
| Diocèse de Nancy-Toul |        | Diocèse de Strasbourg |        | 1801       | 1823     |
| Diocèse de Saint-Dié  |        | Diocèse de Strasbourg |        | 1823       | en cours |

#### Limites d’abornement de répandises et chaumes

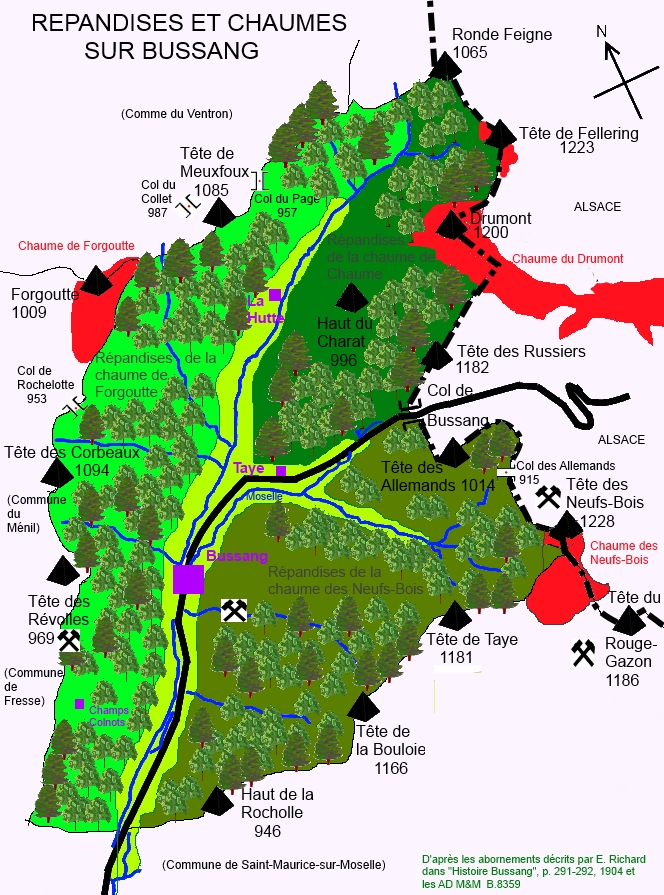
Croquis représentant les zones d'estive de Bussang.

Les Bussenets avaient droit de pâture sur les répandises des chaumes. On entend par répandises les pentes boisées qui sont en dessous des hauts pâturages exploités par les marcaires. La répandise fait partie de la chaume pour lui fournir le bois de chauffe pour la fabrication du fromage et la réfection des chalets. L’abornement de 1712 décrit les limites ainsi :
- les pentes de l’envers de la Hutte, de Taye jusqu’au col formaient les répandises du Drumont[196], 1 200 m ;
- les pentes de l’envers de Taye, depuis Lamerey jusqu’au col étaient répandises des Neuf-Bois, 1 228 m ;
- les Champs-Colnots jusqu’au derrière de la Hutte appartenaient aux répandises de Forgoutte, 1 008 m.

### Aménagements

#### Historique de l'axe routier

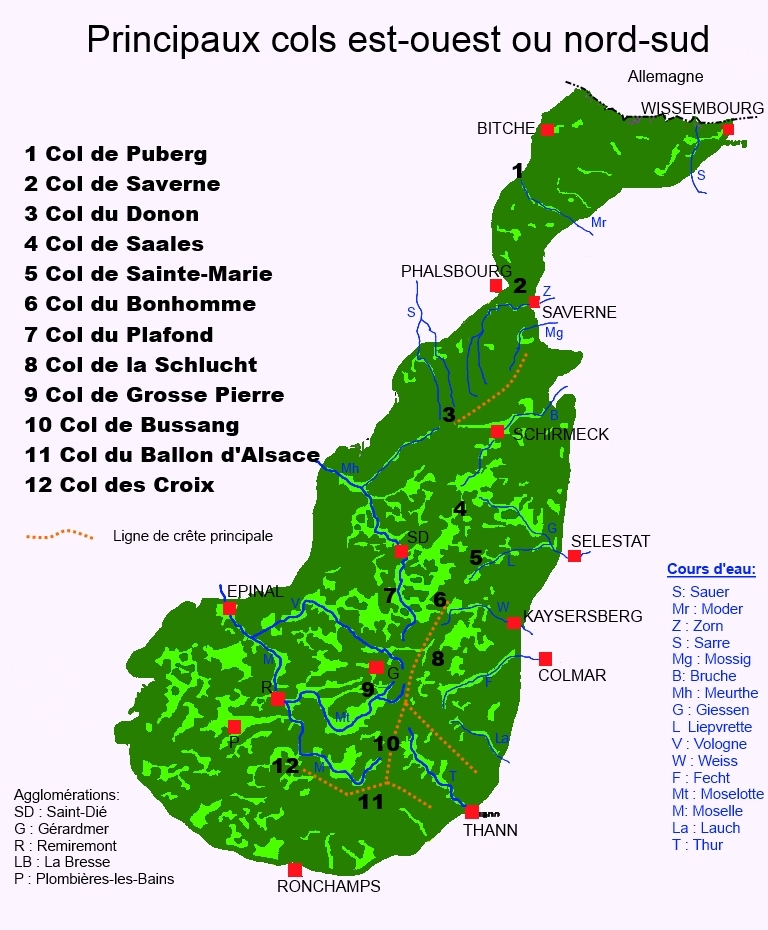
Carte de localisation des principaux cols des Vosges.

Le col de Bussang est situé sur la RN 66, anciennement route royale no 66, autrefois route impériale no 84. L’ancien tracé de la route romaine a perduré jusqu’au XVIIe siècle. C’est en 1724-1725 que la nouvelle route, donc l’actuelle, emprunte le fond de vallée après qu’ont été asséchées les parties marécageuses contournées par la voie romaine. Vingt années plus tard, et pendant dix-huit ans, la nouvelle route de Saint-Maurice-sur-Moselle vers Giromagny par ce qui deviendra le col du Ballon d'Alsace désenclavera la haute vallée mosellane et accélérera le transit vers l’Alsace par Thann ou Belfort. En 1753, l’intendance décide de construire cette nouvelle route passant par le col du Ballon d’Alsace pour faciliter les transports pondéreux. En effet le flottage du bois dans le massif des Vosges méridionales par la Moselle, bien que cette dernière soit un peu aménagée, n’est pas assez rentable pour les exploitants, notamment pour le bois de marine acheminé vers les chantiers navals de Normandie. De même, l’intendant rappelle plusieurs fois aux exportateurs de bois du ban de Ramonchamp qu’il est interdit de faire traîner des arbres sur la chaussée car cela l’endommage gravement. Or, avant la déviation vers Giromagny après Saint-Maurice-sur-Moselle, le transit du bois vers l’Alsace ne pouvait se faire que par le col de Bussang. L’opération est bénéfique pour l’économie transfrontalière entre la Lorraine et la Haute-Alsace car le bois est abattu sur le versant lorrain et travaillé à Masevaux, Oberbruck ou au Blanc Murger (commune de Bellefontaine).
À l’origine, la route royale, puis nationale reliait Bar-le-Duc en Meuse (Lorraine) à Bâle (Suisse). Cela correspond à la voie commerciale de l’Ancien Régime. En revanche, le tracé de la route nationale ne suit pas toujours celui de la voie romaine. La partie meusienne a été déclassée dans les années 1970 en route départementale 966 (Meuse), ou elle est partiellement devenue l'actuelle route nationale 135) de Bar-le-Duc à Ligny-en-Barrois ; le tronçon vosgien de la RN 66 jusqu’à Épinal est reclassé en route départementale 166. Des tronçons de la partie haut-rhinoise ont également été déclassés en routes départementales. La RN 66 relie aujourd’hui Remiremont à Mulhouse, son équivalent européen est la route européenne 512. Pour faciliter le passage du col, notamment pour la grosse artillerie, un tunnel a été construit en 1848 sous la direction de Jean-Baptiste Huot, conducteur des Ponts et Chaussées et futur maire d’Épinal de 1874 à 1881. La longueur totale s’étendait à 251 m dont 60 % étaient du côté lorrain. Après l’annexion de l’Alsace-Lorraine de 1870, se trouvait à l’entrée du tunnel le bureau des douanes ; un poste de secours a été établi par le Touring-Club quelques années avant la Première Guerre mondiale. De nombreuses anciennes cartes postales montrent les deux côtés du tunnel avec les douaniers. Sur les cartes postales anciennes, on reconnaît facilement l’ancien tracé de la route du col qui, côté lorrain, passe à droite du tunnel en le surplombant encore de quelques mètres. Le tunnel a été dynamité en 1944 et n’a pas été reconstruit.

#### Projet de tunnel ferroviaire

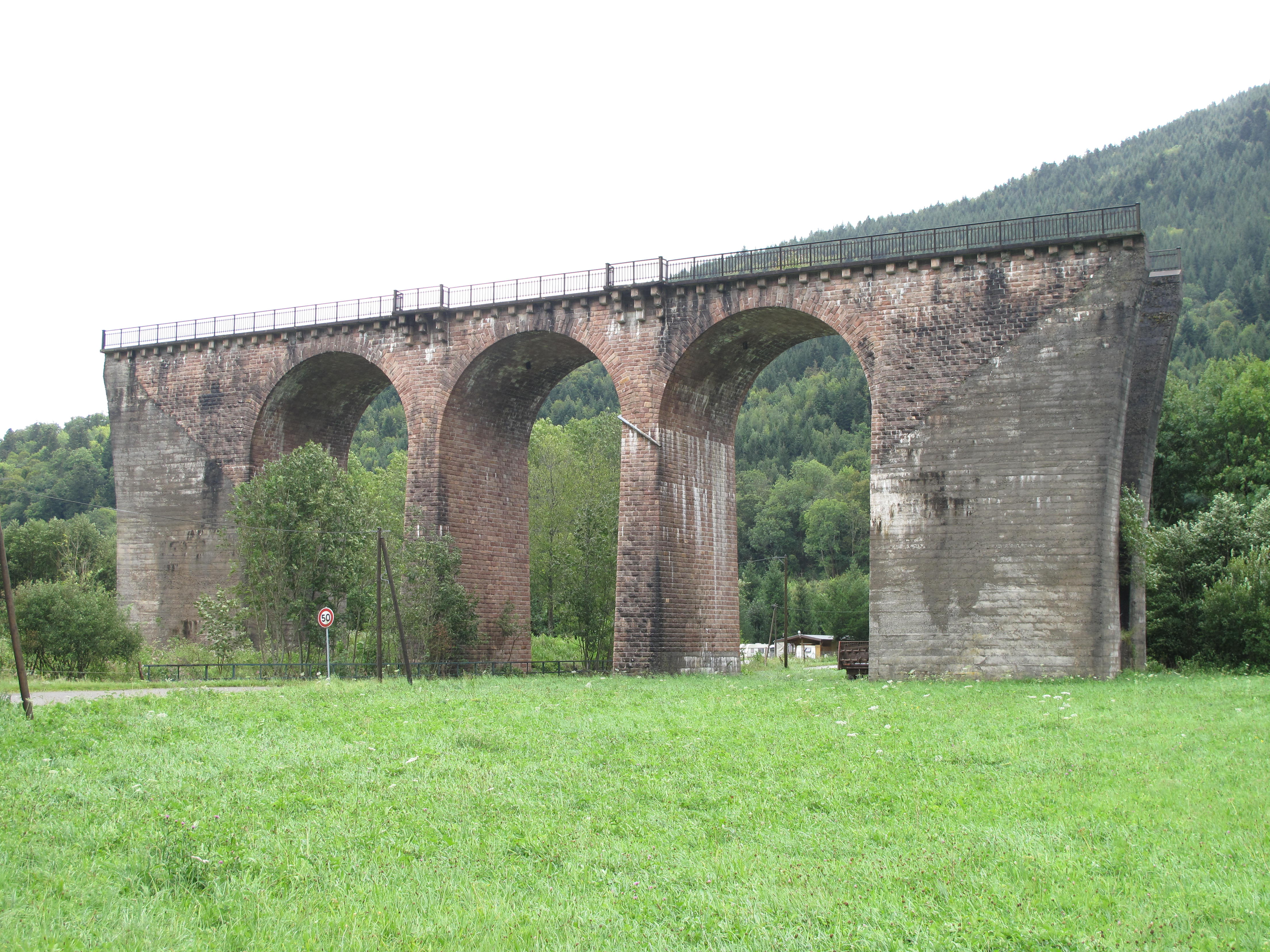
Pont ferroviaire inachevé à Urbès pour la ligne Bussang-Urbès.

Comparées aux Alpes suisses pourtant plus élevées en altitude, les moyennes montagnes des Vosges ont longtemps été contournées. Il n’existe qu’un seul tunnel ferroviaire long de 6 950 m, devenu ensuite routier, qui traverse le massif, celui de Sainte-Marie-aux-Mines ; il a été ouvert à la circulation en 1976, auparavant il n’était destiné qu’aux chemins de fer. Le col de Sainte-Marie fut également l’un des passages entre la Lorraine et l’Alsace en empruntant la vallée de la Meurthe et le plus souvent le col du Bonhomme.

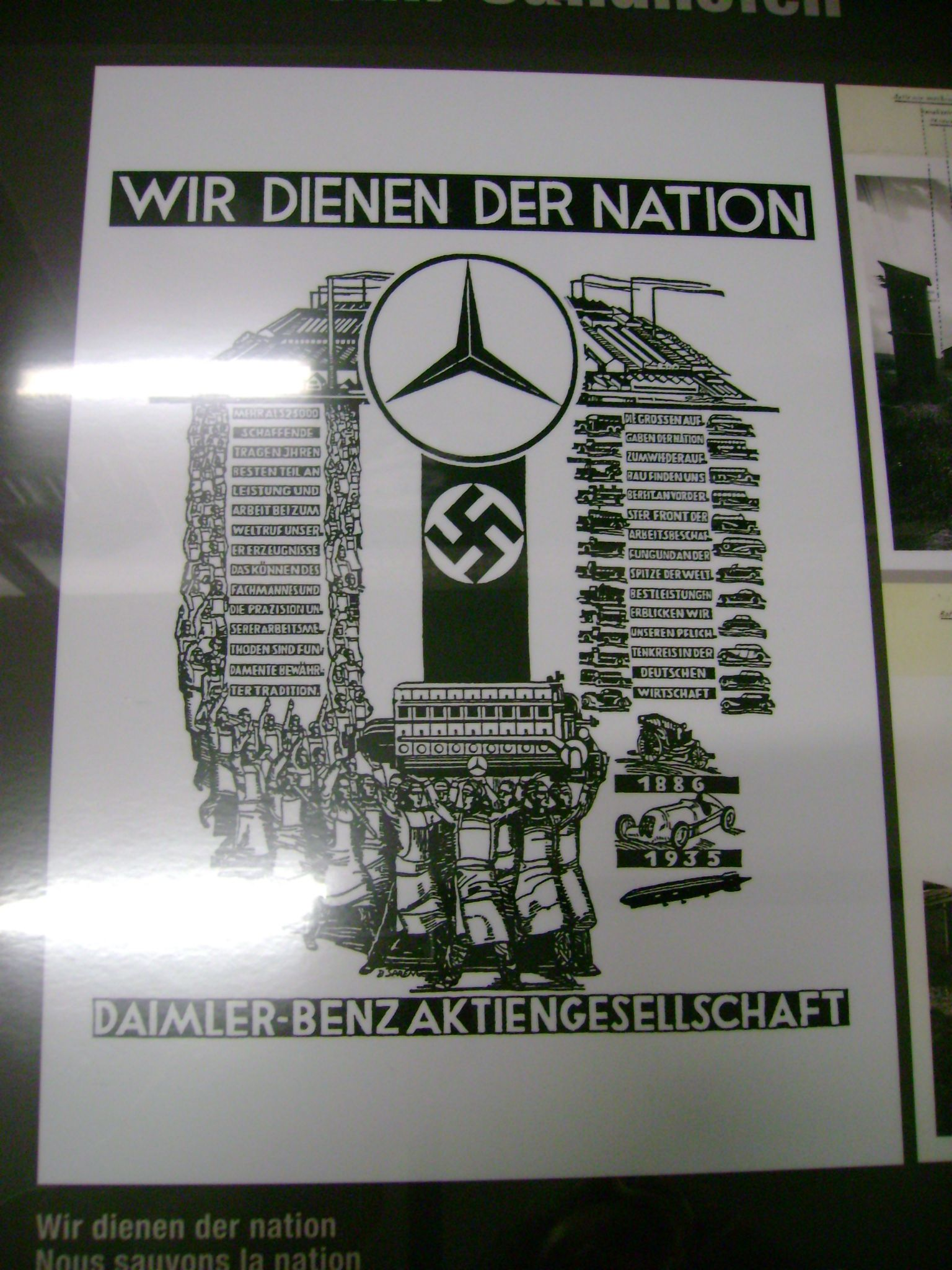
Effort de guerre : Daimler-Benz et la déportation.

La voie mosellane historique, qui n'a que le col de Bussang pour seul obstacle naturel sur son tracé avant l’arrivée en Suisse à Bâle, aurait pu avoir son tunnel ferroviaire entre le Benelux et l’Italie par une nouvelle voie de 13,7 kilomètres depuis la gare de Bussang jusqu’à la gare de Fellering. Le tunnel Urbès – Saint-Maurice-sur-Moselle, dit tunnel de Bussang, aurait mesuré 8 287 mètres de longueur et il aurait été le plus long ouvrage souterrain français au milieu du XXe siècle,. Décidée le 11 juillet 1870, la construction du tunnel fut annulée en raison de la guerre franco-allemande et de l’annexion de l’Alsace à l’Empire allemand. Le percement du tunnel démarra en 1932, mais les coûts augmentèrent rapidement, le contexte économique et politique évoluait mal et la société de forage fut en faillite en 1935. La plupart des ouvrages d'art côté alsacien étaient construits et le tunnel était percé sur une longueur de presque quatre kilomètres, soit la moitié du tunnel du côté alsacien. La partie vosgienne était en retard, cela se retournera à son avantage. La frustration locale fut d’autant plus grande que la reprise du projet traîna trop longtemps. Finalement, la Seconde Guerre mondiale stoppa à nouveau la construction du tunnel. En 1943, le tunnel creusé dans sa partie alsacienne a été reconverti en camp de travail, annexe du camp de concentration de Natzweiler-Struthof, pour fabriquer des pièces de moteur d’avion pour le compte de Daimler-Benz. Les déportés, essentiellement juifs, provenaient des camps de Dachau ou du Struthof. Ils étaient majoritairement Russes et Polonais, il y avait aussi des Allemands et des Luxembourgeois. Finalement, le col de Bussang reste incontournable comme seul lieu de passage entre la Lorraine et l’Alsace par la route.

## Activités sportives

### Randonnée pédestre

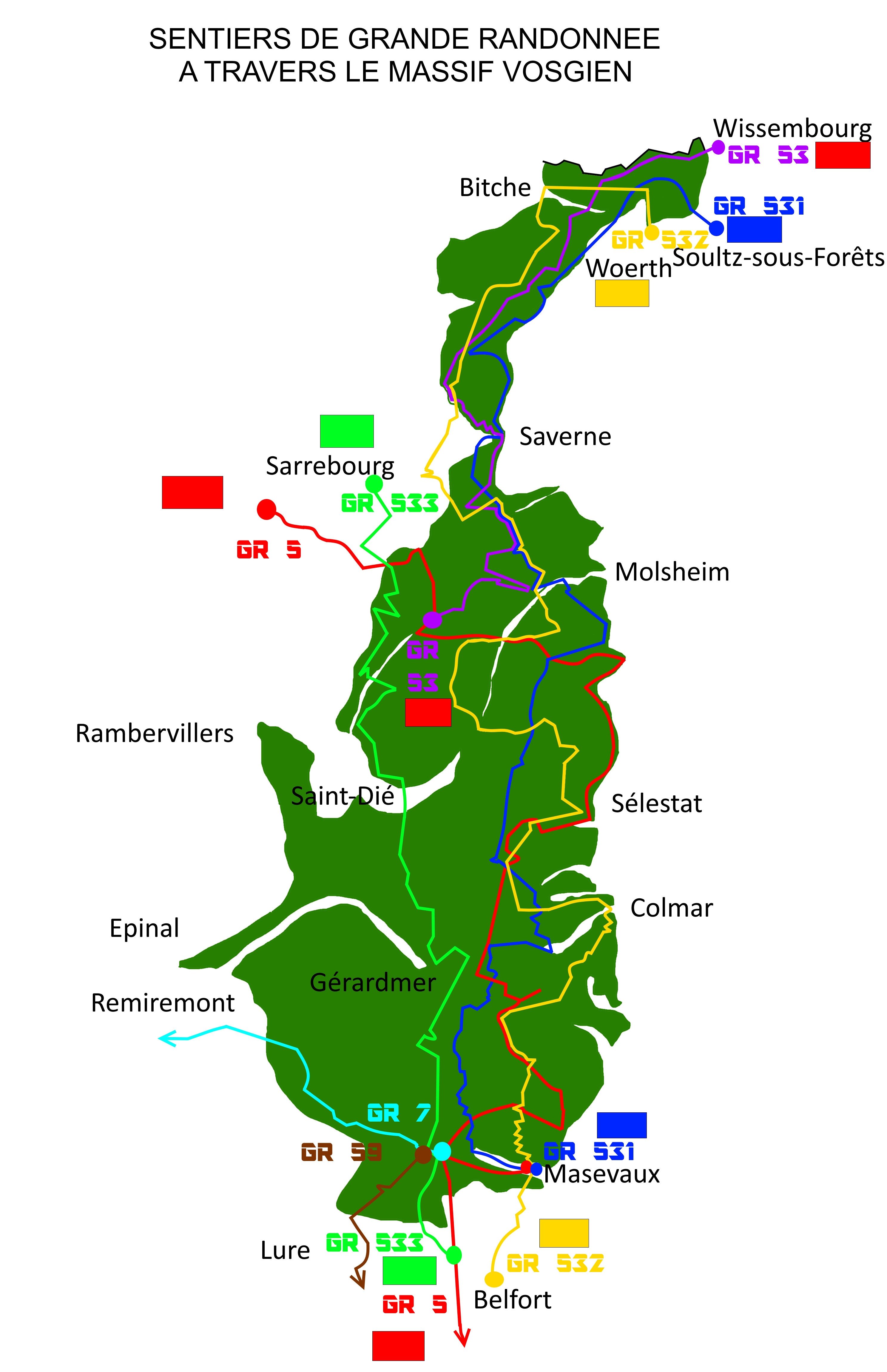
Sections des grandes randonnées dans les Vosges dont le GR 531 par le col de Bussang.

Le col de Bussang ne fait pas partie des cols touristiques du massif des Vosges. Situé dans le parc naturel régional des Ballons des Vosges, il est toutefois intégré dans les brochures touristiques du parc et tous les projets de mise en valeur de la zone méridionale du massif vosgien. En raison de son caractère assez encaissé entre deux sommets, il joue clairement et d’abord un rôle de passage d’ouest en est pour la circulation routière. De ce fait, les sentiers de randonnée pédestre sont tous orientés sur un axe nord-sud entre le col d'Oderen et le col des Perches, c’est-à-dire entre le massif du Drumont et celui de la tête des Perches. Le col de Bussang est donc davantage un point de repère entre des sites mieux équipés. Le parking en contrebas pour se rendre à la source de la Moselle permet néanmoins de faire des circuits plus courts que celui du sentier de grande randonnée qui le traverse de manière rectiligne. Situé sur une ligne de crête, le col de Bussang se trouve effectivement sur le tracé du sentier de grande randonnée 531 balisé par le Club vosgien (CV) avec un rectangle bleu. Le tronçon du GR 531 sur Bussang passe par les sites suivants :
- ferme-auberge du Drumont (1 200 m) ;
- col de Bussang (727 m) ;
- chalet Saint-Hubert (CV) ;
- ferme-auberge de la tête du Rouge Gazon (1 086 m) ;
- col des Perches (1 071 m).

Au col des Perches, il croise le GR 5 qui relie la mer du Nord à la mer Méditerranée identifiable par le rectangle rouge du Club vosgien. Depuis le col, il faut uniquement parcourir 8 km pour arriver à ce croisement de deux sentiers de grande randonnée. Deux sentiers alternatifs du GR 531 passent également par le col de Bussang : le tronçon qui va au sud vers la Tête du Rouge Gazon en passant par le col des Allemands et le tronçon qui va également vers le sud avec une boucle par le Séchenat, le kiosque du Sotré et la Tête de Bouloie (1 166 m) avec le balisage disque jaune.
Sinon, il est possible de relier la vallée de la Moselle à la vallée des Charbonniers par le sentier qui traverse le haut de Taye et qui est balisé par un rectangle rouge. Le col de Bussang permet également de rejoindre Urbès à pied par le sentier balisé rectangle jaune en passant par la carrière du col et la chaume de Gustiberg (1 005 m). La pratique de la marche sur des sentiers de grande randonnée requiert des abris, gîtes et refuges à intervalles réguliers pour organiser les étapes en fonction de la distance journalière à parcourir. C’est d’autant plus vrai quand les proches agglomérations demeurent assez éloignées pour un randonneur qui ne veut pas trop quitter son sentier. En dehors des sept abris dans un rayon proche autour du col, des associations comme le Club vosgien, l’Union touristique des amis de la nature ou le parc régional disposent de refuges ou gîtes d’étape comme le refuge de la Tête des Perches, celui de Séchenat, celui du Gazon Vert ou encore celui du Haut Mahrel côté alsacien du col. Les randonneurs peuvent aussi trouver des dortoirs dans les fermes-auberges des sommets environnants : Drumont, Gustiberg, Rouge Gazon. Le camping le plus proche du col se situe sur le versant alsacien à Urbès.
L’observation des circuits de randonnée permet de conclure à un profil essentiellement axé sur la découverte d’une nature peu aménagée, de la flore et de la faune de moyenne montagne avec quelques espèces de l’étage subalpin. Comme le GR 531 suit la ligne de crête sommitale, le randonneur dans ce secteur est amené à découvrir en premier lieu les gazons ou chaumes du massif vosgien où la vie pastorale d'estive est encore visible bien qu’elle soit devenue quasi relictuelle après une nécessaire mutation ou reconversion des fermes d’alpage en fermes-auberges touristiques. L'absence de surfréquentation touristique favorise une pratique de la randonnée dans le calme.

### Cyclisme
Si l’on consulte le site de la Fédération française de cyclisme, section VTT, on peut observer que le col du Bussang se trouve sur le tracé de deux circuits de l’espace VTT-FFC Hautes-Vosges, section de Bussang, Saint-Maurice-sur-Moselle et Ventron :
- le circuit no 8 qui porte le nom de « Tour de la Hutte ». Il fait 21,5 km de longueur avec un dénivelé de 335 m. Le départ se fait à l’étang des Sources entre contrebas du col coté lorrain ;
- le circuit no 9 dénommé « La Bouloie – Séchenat ». Le cycliste parcourt 17 km avec un dénivelé de 350 m en partant de l’office de tourisme de la commune.

Les différents sites associatifs et privés dédiés au cyclotourisme sur route intègrent tous le col de Bussang dans leurs propositions de balades en faisant démarrer les cyclistes à divers endroits plus ou moins longs. En partant du Thillot par exemple, le circuit fait 13,5 km avec un dénivelé de 246 m, ce qui représente une moyenne de 1,82 % avec une pointe de 4,6 %. Donc le versant lorrain demeure une ascension très accessible pour tout le monde. En partant d’Urbés côté alsacien, la montée est un peu plus raide sur une longueur de 6,5 km, pour un dénivelé 276 m. La pente moyenne est alors de 4,2 %. Ceci étant, pour le cyclisme sur route, il n’existe pas d’autres solutions que de franchir le col d’ouest en est ; cela réduit les opportunités, à moins d’emprunter les routes forestières asphaltées assez nombreuses dans le secteur.

#### Tour de France 2005

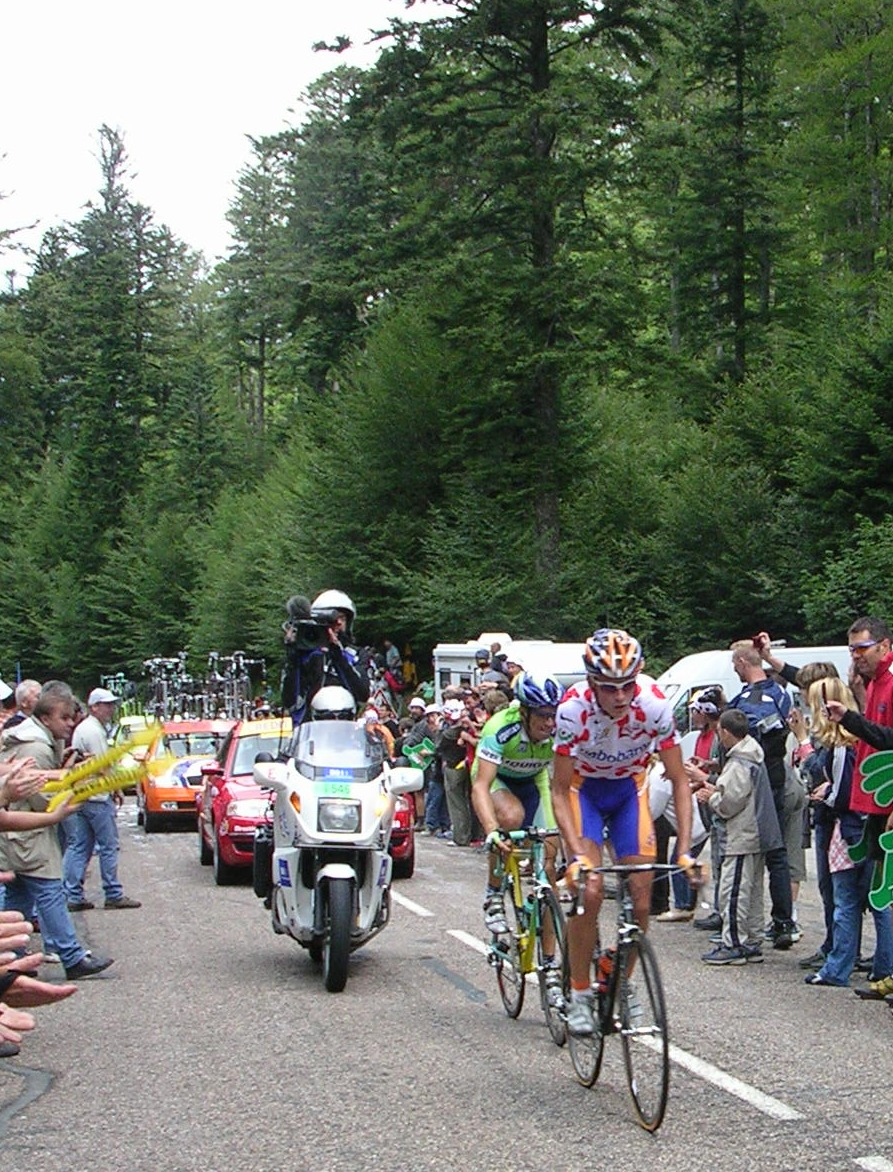
Michael Rasmussen en tête devant Dario Cioni lors de la 9e étape du Tour de France 2005.

Le col de Bussang n’a été qu’une seule fois sur le tracé du Tour de France, classé en 3e catégorie lors de la 9e étape du Tour 2005 reliant Gérardmer à Mulhouse. Michael Rasmussen passa en tête du col, le dernier avant celui du Ballon d’Alsace, comme dans tous ceux de cette neuvième étape. Il y devança Dario Cioni et Christophe Moreau, et conforta son maillot à pois du meilleur grimpeur.

### Motocyclisme
Le col de Bussang est également intégré aux différents circuits et treks des motards qui visitent l’Alsace et le massif vosgien. L’ancien hôtel-relais du col, dont l’activité périclitait d’année en année, a été racheté et reconverti en un « moto-hôtel du Col de Bussang » par un couple néerlandais dans les années 1990. Il s’est spécialisé dans l’accueil des motards européens du printemps à l’automne autant pour les engins mis à l'abri que dans l’aménagement des chambres. Les circuits proposés ne s’arrêtent pas au massif montagneux avec ses routes sinueuses appréciées des motards mais ces derniers choisissent en général de franchir le massif vosgien à deux cols différents afin de combiner les routes secondaires qui traversent les forêts et franchissent les cols plus isolés côté lorrain avec la plaine et les vignobles de la Route des vins d'Alsace sur le versant oriental. Les visiteurs viennent essentiellement du Benelux et des deux pays germanophones voisins qui sont l'Allemagne et la Suisse. À ce titre, les principaux magazines spécialisés néerlandophones ou germanophones proposent le plus souvent des circuits aux titres évocateurs : « Les cols vosgiens », « De la Forêt-Noire aux Vosges » ou « Vignoble alsacien et massif vosgien ». Le concept se base en somme sur la recherche de paysages susceptibles de proposer contrastes et diversités sur le plan tant culturel que topographique,.

### Vol libre et aéromodélisme
Les sites de parapente et deltaplane directement et uniquement accessibles par le col de Bussang en empruntant une route forestière ou vicinale sont le Gustiberg sur le versant alsacien et le Drumont côté lorrain.
La configuration aérologique et topographique de ce col engendre des contraintes aériennes importantes dues à des vents d’est ou nord-est parfois défavorables ou bien encore à cause de l’effet Venturi au-dessus du col jusqu’aux abords d’Urbès. Au site du Drumont, l'aire de départ des maquettes d'aéromodélisme se fait exactement entre l'aire de décollage des parapentistes et celle des vélideltistes. La cohabitation des trois implique forcément une vigilance accrue en cas de forte fréquentation.
Le col de Bussang se situe dans le Polygone de Guerre Électronique (PGE), une zone d’exercice militaire pour l’armée française et celles de l’OTAN. Les vols en air libre y sont donc très réglementés concernant le niveau de vol,.